# Châu Đại Dương
Châu Đại Dương hay Châu Úc (Oceania) là một khu vực địa lý bao gồm Melanesia, Micronesia, Polynesia và Australasia. Châu lục này trải trên Đông Bán cầu và Tây Bán cầu, có diện tích 8.525.989 km² và dân số khoảng 40 triệu. Châu Đại Dương là lục địa nhỏ nhất về diện tích đất liền và nhỏ thứ nhì về dân số sau châu Nam Cực.
Các đảo nằm tại các điểm cực địa lý của châu Đại Dương là quần đảo Ogasawara, Hawaii, đảo Clipperton, quần đảo Juan Fernández, quần đảo Campbell, quần đảo Cocos (Keeling). Châu Đại Dương đa dạng về trình độ kinh tế, từ phát triển cao độ tại Úc và New Zealand, đến các nền kinh tế kém phát triển hơn nhiều như của Kiribati và Tuvalu. Úc là quốc gia lớn nhất và đông dân nhất tại châu Đại Dương, còn Sydney của nước này là thành phố lớn nhất châu lục.
Những người đầu tiên định cư đến Úc, New Guinea, và các đảo lớn nằm sát phía đông của chúng vào giai đoạn khoảng 50.000-30.000 năm trước. Người châu Âu khám phá châu Đại Dương từ thế kỷ XVI trở đi, và đến thế kỷ XVIII James Cook là người châu Âu đầu tiên đến bờ biển phía đông của lục địa Úc. Mặt trận Thái Bình Dương có các trận đánh lớn trong Chiến tranh thế giới thứ hai, chủ yếu là giữa Hoa Kỳ cùng đồng minh Úc của họ với Nhật Bản.
Sau khi người châu Âu khám phá khu vực, họ tiến hành định cư tại đây trong các thế kỷ tiếp theo, dẫn đến thay đổi quan trọng về xã hội và chính trị của châu Đại Dương. Trong lịch sử đương đại, ngày càng có nhiều thảo luận về vấn đề quốc kỳ và một số người mong muốn thể hiện bản sắc riêng biệt và cá tính của họ. Nghệ thuật tranh đá của thổ dân Úc là truyền thống nghệ thuật được thực hiện liên tục lâu nhất trên thế giới. Puncak Jaya tại Papua thường được cho là đỉnh cao nhất tại châu Đại Dương. Hầu hết các quốc gia châu Đại Dương có thể chế chính trị đa đảng dân chủ đại diện nghị viện, và du lịch là một nguồn thu nhập lớn đối với các đảo quốc Thái Bình Dương.

## Định nghĩa

Các khu vực của châu Đại Dương

Thuật ngữ Océanie được nhà địa lý học Conrad Malte-Brun tạo ra vào khoảng 1812. Từ Océanie là một từ tiếng Pháp, có nguồn gốc từ tiếng Latinh oceanus, và từ này có nguồn gốc từ tiếng Hy Lạp ὠκεανός (ōkeanós), nghĩa là đại dương. Thuật ngữ Đại dương được sử dụng do đại dương liên kết các quốc gia trong châu lục, điều này khác với các châu lục khác.
- Về địa lý sinh vật, châu Đại Dương đồng nghĩa với vùng sinh thái Australasia và vùng sinh thái Thái Bình Dương (Melanesia, Polynesia và Micronesia), với New Zealand tạo thành góc tây nam của Tam giác Polynesia. New Zealand cũng có thể được nhìn nhận là bộ phận của Australasia, song theo truyền thống nó là bộ phận của Polynesia.[17]
- Nếu tính là một vùng sinh thái, châu Đại Dương bao gồm toàn bộ Micronesia, Fiji, và toàn bộ Polynesia ngoại trừ New Zealand. New Zealand, cùng với New Guinea và các đảo lân cận, tạo thành vùng sinh thái Australasia riêng biệt.[18]
- Theo khái niệm địa chính trị được Liên Hợp Quốc và nhiều tập bản đồ sử dụng, châu Đại Dương bao gồm Úc và các quốc gia Thái Bình Dương từ Papua New Guinea về phía đông, song không bao gồm New Guinea thuộc Indonesia.[19]

## Lịch sử
Bài chi tiết: Lịch sử châu Đại Dương

### Úc

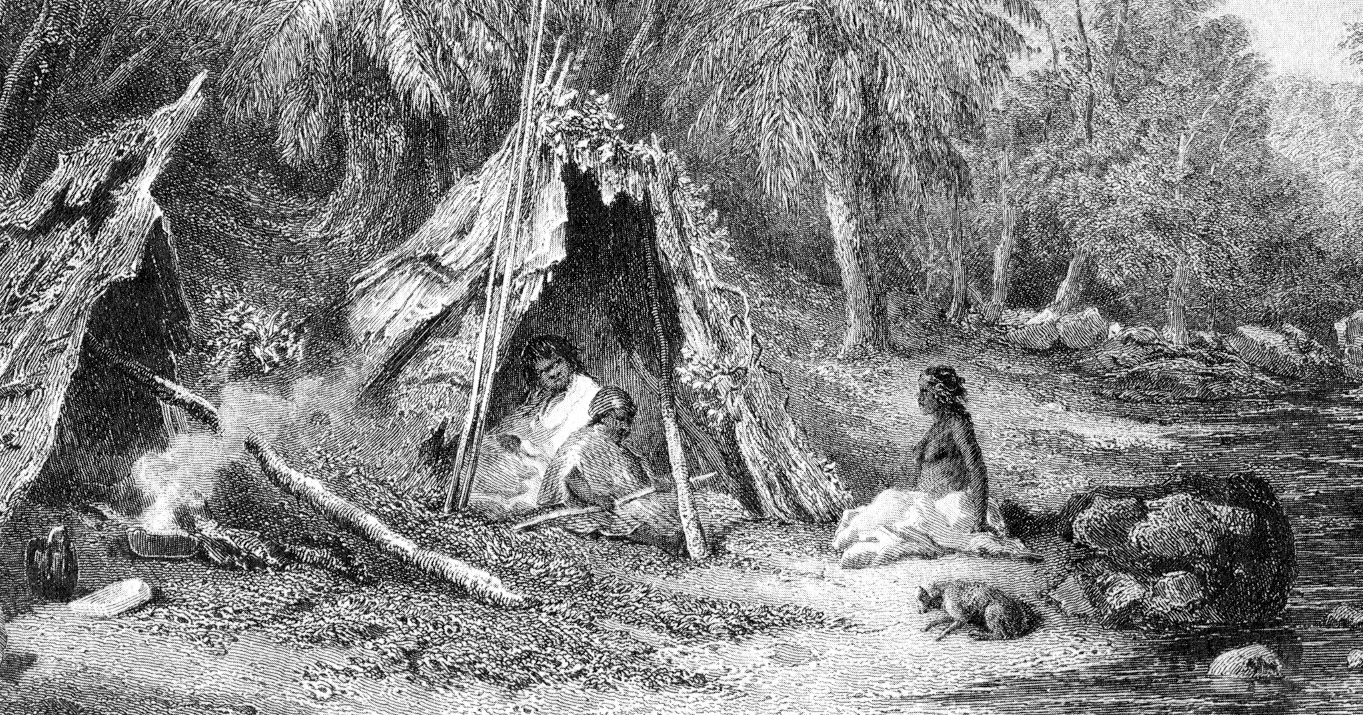
Một bản khắc từ thế kỷ XIX miêu tả thổ dân Úc cắm trại.

Thổ dân Úc là các cư dân đầu tiên tại lục địa Úc và các đảo lân cận, họ di cư từ châu Phi đến châu Á vào khoảng 70.000 năm trước và đến Úc vào khoảng 50.000 năm trước. Họ được cho là thuộc các đợt di cư sớm nhất của loài người ra ngoài châu Phi. Mặc dù có vẻ là họ di cư đến Úc qua Đông Nam Á, song họ rõ ràng không có liên hệ với các cư dân châu Á hoặc Polynesia. Có bằng chứng về trao đổi di truyền học và ngôn ngữ học giữa thổ dân Úc tại cực bắc với các dân tộc Nam Đảo tại New Guinea và các quần đảo, song có thể là kết quả từ giao thương và liên hôn gần đây.
Họ đến Tasmania khoảng 40.000 năm trước bằng cách di cư qua một cầu lục địa tồn tại trong kỷ băng hà cuối. Người ta cho rằng cuộc di cư đầu tiên đến Úc được tiến hành khi đại lục tạo thành một phần của lục địa Sahul, nối với đảo New Guinea qua một cầu lục địa. Cư dân Quần đảo Eo biển Torres là người bản địa tại các đảo trên eo biển Torres, nằm ngoài khơi mũi cực bắc của Queensland và gần Papua New Guinea. Di cốt con người sớm nhất xác định được tại Úc là của người Mungo, có niên đại khoảng 40.000 năm.

### Melanesia

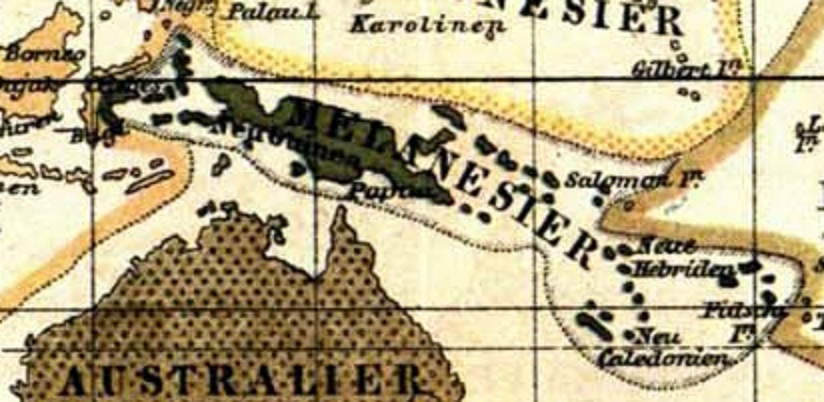
Phân bổ người Melanesia

Những cư dân đầu tiên của nhóm đảo Melanesia có vẻ là tổ tiên của người nói tiếng Papua hiện nay. Họ di cư từ Đông Nam Á, có vẻ đã chiếm giữ xa về cực đông đến các đảo chính của quần đảo Solomon, bao gồm đảo Makira và có thể là đến các đảo nhỏ xa hơn nữa về phía đông.
Người Austronesia sống dọc bờ biển phía bắc và các đảo về phía bắc và phía đông của New Guinea, họ di cư đến khu vực vào khoảng 3.000 năm trước, có tiếp xúc với các dân tộc nói tiếng Papua hiện diện từ trước. Đến cuối thế kỷ XX, một số học giả đặt ra giả thuyết về một giai đoạn tương tác lâu dài, dẫn đến nhiều biến đổi phức tạp về di truyền, ngôn ngữ và văn hoá trong các dân tộc.

### Polynesia

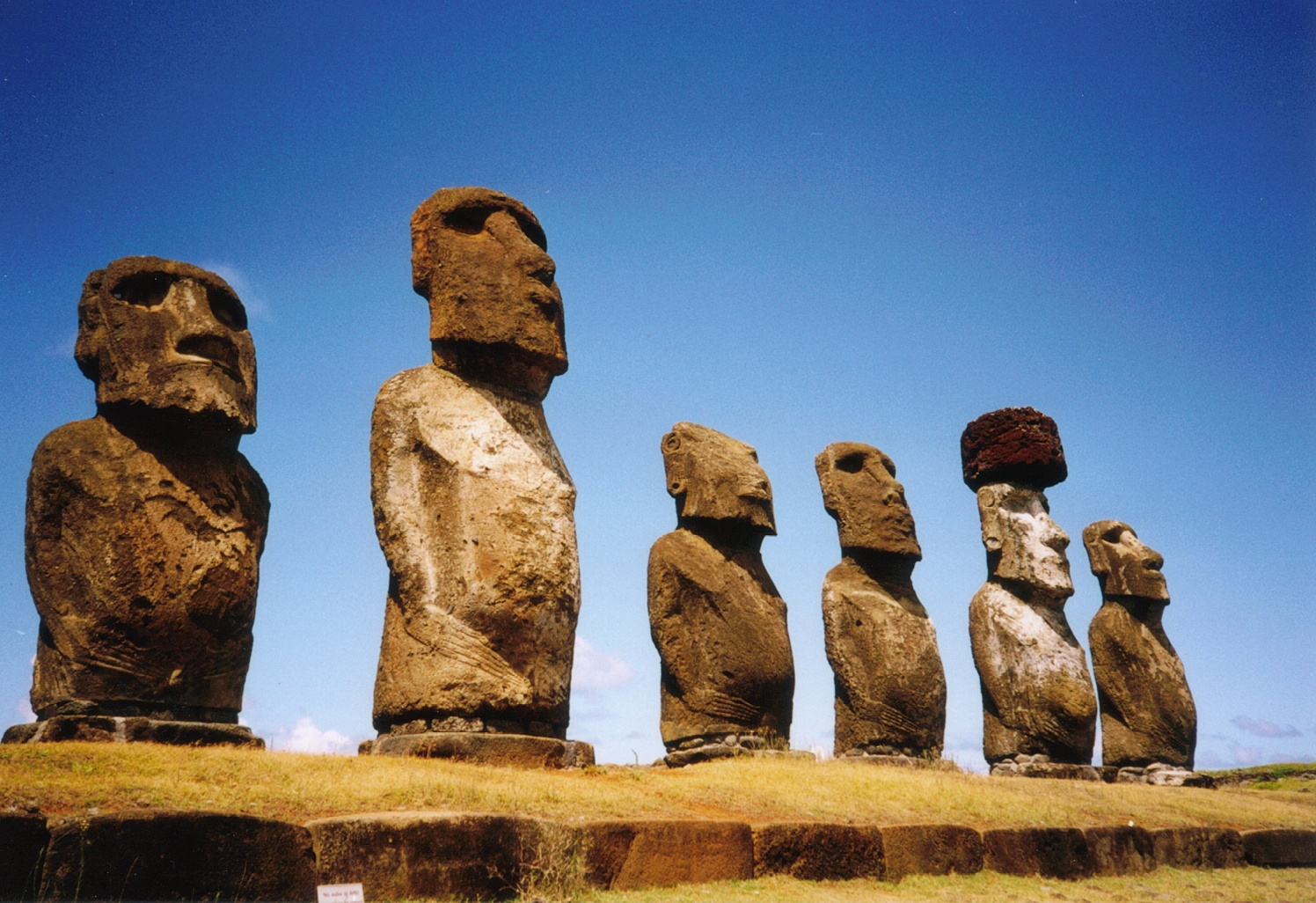
Moai tại Ahu Tongariki trên Rapa Nui (đảo Phục sinh)

Người Polynesia về mặt ngôn ngữ, khảo cổ và nguồn gốc di truyền được nhìn nhận là một phân nhóm của người Austronesia di cư bằng đường biển, và các ngôn ngữ Polynesia của họ có nguồn gốc tiền sử tại quần đảo Mã Lai, và xa hơn nữa là Đài Loan. Từ khoảng 3000 đến 1000 TCN, những người nói các ngôn ngữ Austronesia bắt đầu di cư đến Đông Nam Á hải đảo,.
Hồ sơ khảo cổ học có dấu tích rõ ràng về sự bành trướng này, cho phép xác định chính xác phần nào tuyến đường mà họ đi theo và mốc thời gian. Người ta cho là vào khoảng 1400 TCN, "người Lapita" xuất hiện tại quần đảo Bismarck tại tây bắc Melanesia.
Cư dân đảo Phục sinh cho rằng một tù trưởng tên là Hotu Matu'a đến đảo trên một hoặc hai xuồng lớn cùng vợ và đại gia đình. Họ được cho là người Polynesia. Tài liệu xuất bản cho rằng con người định cư trên đảo vào khoảng 300–400, hoặc vào khoảng thời gian những người định cư đầu tiên đến Hawaii. Khoảng 1200, các nhà thám hiểm người Tahiti phát hiện và bắt đầu định cư tại khu vực. Mốc thời gian này thay đổi dựa trên tính toán niên đại ngôn ngữ vào ba mốc cacbon phóng xạ từ than củi được cho là hình thành từ hoạt động phát quang rừng. Tuy vậy, một nghiên cứu gần đây bao gồm các niên đại phóng xạ được cho thấy rằng đảo có người định cư gần đây khoảng năm 1200.

### Micronesia

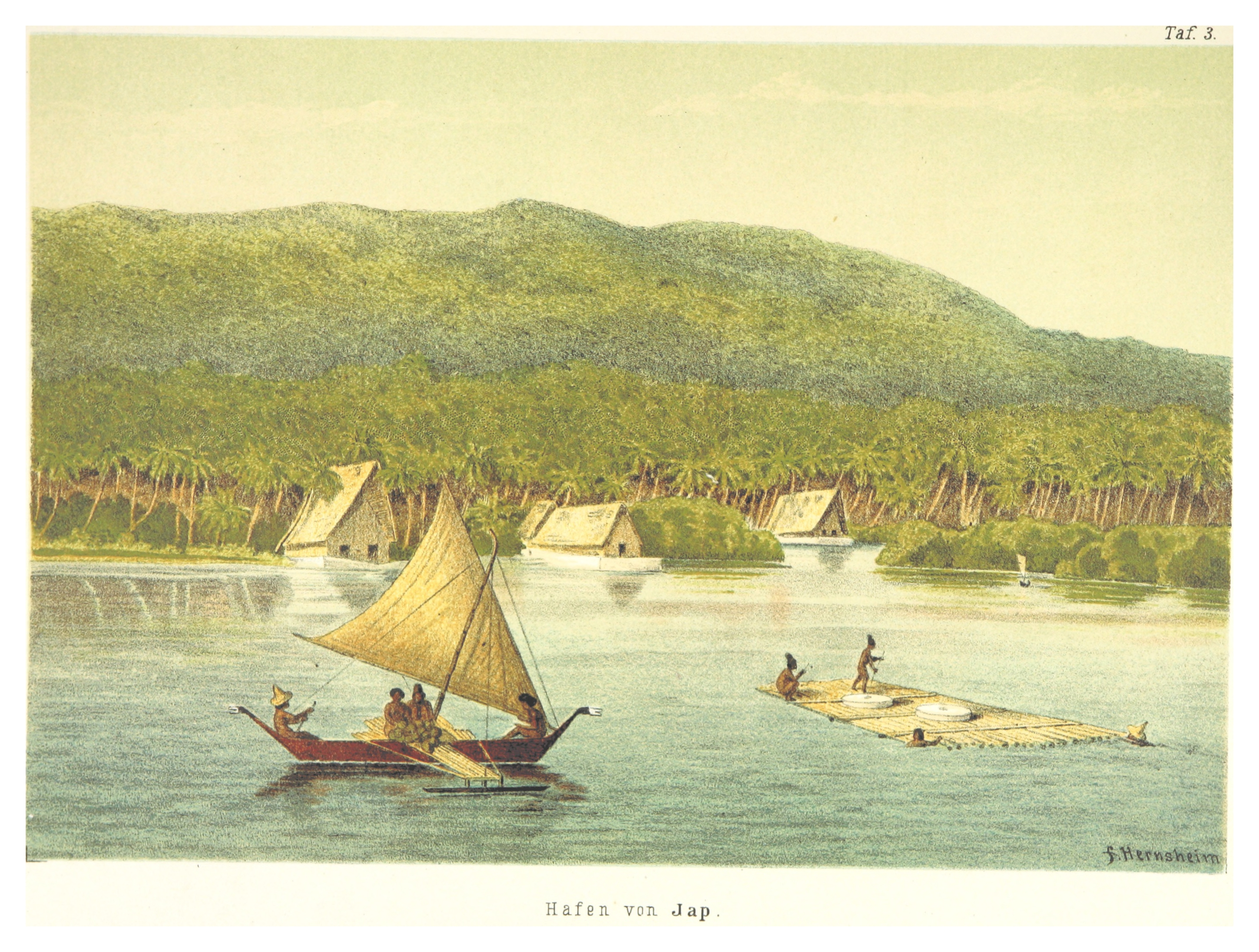
Chuyên chở tiền đá đến đảo Yap tại Micronesia (1880).

Micronesia bắt đầu có người định cư từ vài thiên niên kỷ trước, song có các thuyết khác nhau về nguồn gốc và thời điểm có những người định cư ban đầu. Tồn tại một số khó khăn trong tiến hành khai quật khảo cổ học trên các đảo, do kích thước, mô hình định cư và thiệt hại do bão. Do đó, phần lớn bằng chứng dựa trên phân tích ngôn ngữ.
Dấu tích khảo cổ học sớm nhất về nền văn minh được phát hiện trên đảo Saipan, có niên đại khoảng 1500 TCN hoặc không lâu trước đó. Tổ tiên của người Micronesia định cư tại đó 4.000 năm trước. Một hệ thống phân quyền dựa trên các tù trưởng cuối cùng tiến hoá thành một nền văn hoá kinh tế và tôn giáo tập trung hơn trên đảo Yap và Pohnpei. Thời tiền sử của nhiều hòn đảo Micronesia như Yap không được biết nhiều.
Cư dân đầu tiên của Quần đảo Bắc Mariana đến từ Đông Nam Á vào khoảng từ 4000 TCN đến 2000 TCN. Họ được gọi là người Chamorro, và nói một ngôn ngữ Austronesia gọi là Chamorro. Người Chamorro cổ đại để lại một số tàn tích cự thạch, như đá Latte. Refaluwasch, hay người Caroline đến quần đảo Mariana trong thế kỷ XIX từ quần đảo Caroline. Các di dân Micronesia dần định cư tại quần đảo Marshall vào thiên niên kỷ thứ 2, khi họ có thể qua lại giữa các đảo dựa vào biểu đồ xếp từ que truyền thống.

### Người châu Âu thám hiểm
Từ năm 1527 đến năm 1595, một số đoàn thám hiểm lớn của Tây Ban Nha vượt qua Đại Tây Dương, kết quả là khám phá quần đảo Marshall và Palau tại Bắc Thái Bình Dương, cùng với Tuvalu, Marquesas, quần đảo Solomon, quần đảo Cook và quần đảo Admiralty tại Nam Thái Bình Dương.
Trong quá trình tìm kiếm lục địa giả tưởng Terra Australis, các nhà thám hiểm Tây Ban Nha vào thế kỷ XVII, như đoàn thám hiểm của Pedro Fernandes de Queirós, khám phá các quần đảo Pitcairn và Vanuatu, và đến eo biển Torres nằm giữa Úc và New Guinea, đặt tên nó theo nhà hàng hải Luís Vaz de Torres. Willem Janszoon là người châu Âu đầu tiên được chứng minh trọn ven là đặt chân đến Úc (1606), tại bán đảo Cape York. Abel Janszoon Tasman đi vòng quanh thế giới và đổ bộ nhiều nơi trên bờ biển lục địa Úc, và khám phá Đất Van Diemen (nay là Tasmania), New Zealand vào năm 1642, và quần đảo Fiji. Ông là nhà thám hiểm châu Âu đầu tiên được ghi nhận là tới các đảo này.
Ngày 23 tháng 4 năm 1770, nhà thám hiểm người Anh James Cook tiến hành ghi chép đầu tiên về quan sát trực tiếp thổ dân Úc trên đảo Brush gần Bawley Point. Ngày 29 tháng 4, Cook và thủy thủ tiến hành cuộc đổ bộ đầu tiên tại đại lục. Tại đó, James Cook có tiếp xúc lần đầu với một bộ lạc thổ dân gọi là Gweagal. Chuyến thám hiểm của ông là lần đầu tiên người châu Âu được ghi nhận là đã đến bờ biển phía đông của Úc.

#### Thuộc địa hoá

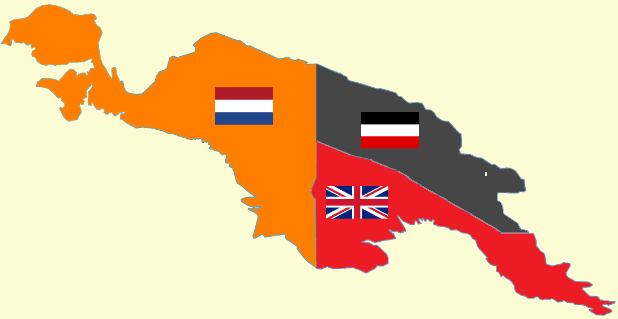
New Guinea từ năm 1884 đến năm 1919. Người Hà Lan kiểm soát nửa phía tây của New Guinea, Đức kiểm soát phần đông bắc, và Anh kiểm soát phần đông nam.

Năm 1789, cuộc nổi loạn trên tàu Bounty chống lại William Bligh có kết quả là một số người binh biến đã đào ngũ Hải quân Hoàng gia Anh và định cư tại quần đảo Pitcairn, về sau nơi này trở thành một thuộc địa của Anh. Anh cũng lập các thuộc địa tại Úc vào năm 1788, New Zealand vào năm 1840 và Fiji vào năm 1872, phần lớn châu Đại Dương trở thành bộ phận của Đế quốc Anh. Quần đảo Gilbert (nay là Kiribati) và quần đảo Ellice (nay là Tuvalu) nằm trong phạm vi ảnh hưởng của Anh vào cuối thế kỷ XIX.
Các nhà truyền giáo Công giáo người Pháp đến Tahiti vào năm 1834; việc họ bị trục xuất vào năm 1836 khiến Pháp cử một pháo hạm đến vào năm 1838. Năm 1842, Tahiti và Tahuata được tuyên bố là lãnh thổ bảo hộ của Pháp, nhằm để cho các nhà truyền giáo hoạt động mà không bị phá rối. Thủ phủ Papeetē được thành lập vào năm 1843. Ngày 24 tháng 9 năm 1853, theo lệnh của Napoleon III, Đô đốc Febvrier Despointes chính thức chiếm hữu Nouvelle-Calédonie và Port-de-France (Nouméa) được thành lập vào ngày 25 tháng 6 năm 1854.
Nhà thám hiểm người Tây Ban Nha Alonso de Salazar đổ bộ lên quần đảo Marshall vào năm 1529. Quần đảo về sau được đặt tên theo nhà thám hiểm người Anh John Marshall, là người đến quần đảo cùng với Thomas Gilbert vào năm 1788. Năm 1905, chính phủ Anh chuyển giao một số trách nhiệm hành chính đối với phần đông nam New Guinea cho Úc (đổi tên thành "Lãnh thổ Papua"); và đến năm 1906, chuyển giao toàn bộ trách nhiệm còn lại cho Úc. Tây Ban Nha yêu sách quần đảo Marshall vào năm 1874. Đức lập thuộc địa tại New Guinea vào năm 1884, và tại Samoa vào năm 1900. Hoa Kỳ cũng bành trướng đến Thái Bình Dương, bắt đầu từ đảo Baker và đảo Howland vào năm 1857, còn Hawaii trở thành một lãnh thổ của Hoa Kỳ vào năm 1898. Bất đồng giữa Hoa Kỳ, Đức và Anh về Samoa dẫn đến Hiệp ước ba bên vào năm 1899.

### Lịch sử hiện đại

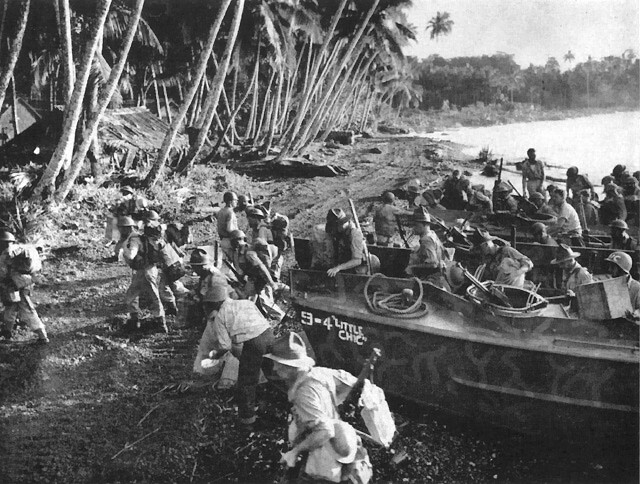
Binh sĩ New Zealand đổ bộ tại Vella Lavella, Quần đảo Solomon

Một trong các cuộc tấn công quy mô lớn trên bộ đầu tiên tại châu Đại Dương là sự kiện New Zealand chiếm đóng Samoa thuộc Đức vào tháng 8 năm 1914. Quân đội Úc tấn công New Guinea thuộc Đức vào tháng 9 năm 1914, kết quả là người Đức đầu hàng.
Quân đội Nhật Bản tấn công căn cứ hải quân Hoa Kỳ tại Trân Châu Cảng vào ngày 7 tháng 12 năm 1941,. Cuộc tấn công khiến Hoa Kỳ tham gia Chiến tranh thế giới thứ hai. Nhật Bản sau đó xâm chiếm New Guinea, quần đảo Solomon và các đảo khác tại Thái Bình Dương. Bước ngoặt trên mặt trận này là trận chiến biển Coral và chiến dịch đường Kokoda tại Papua, và người Nhật cuối cùng thất bại vào năm 1945. Một số trận chiến nổi bật khác trên mặt trận châu Đại Dương là trận Bita Paka, chiến dịch quần đảo Solomon, oanh tạc Darwin. Hoa Kỳ chiến đấu giành lại Guam từ 21 tháng 7 đến 10 tháng 8 năm 1944.
Úc và New Zealand trở thành các quốc gia tự trị vào thế kỷ XX, lần lượt thông qua Đạo luật Quy chế Westminster vào năm 1942 và 1947. Năm 1946, người Polynesia được cấp quyền công dân Pháp và vị thế của quần đảo được chuyển thành một lãnh thổ hải ngoại; tên của quần đảo được đổi thành Polynésie Française (Polynésie thuộc Pháp) vào năm 1957. Hawaii trở thành một tiểu bang Hoa Kỳ vào năm 1959. Fiji và Tonga độc lập vào năm 1970. Ngày 1 tháng 5 năm 1979, Hoa Kỳ công nhận hiến pháp của Quần đảo Marshall và thành lập Chính phủ Cộng hoà Quần đảo Marshall. Diễn đàn Nam Thái Bình Dương được thành lập vào năm 1971, đổi tên thành Diễn đàn Quần đảo Thái Bình Dương vào năm 2000.

## Địa lý

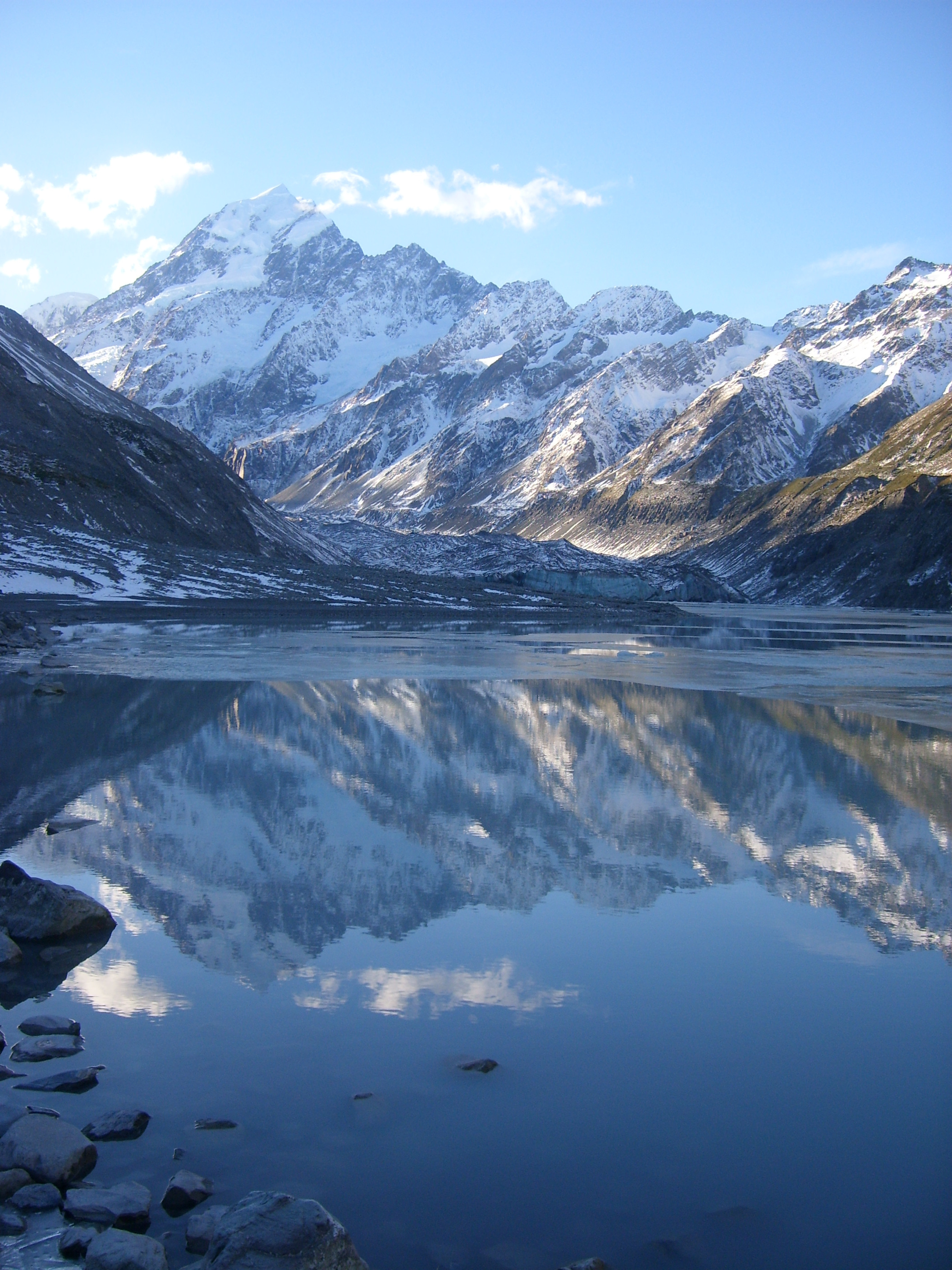
Aoraki (núi Cook), nằm tại đảo Nam của New Zealand

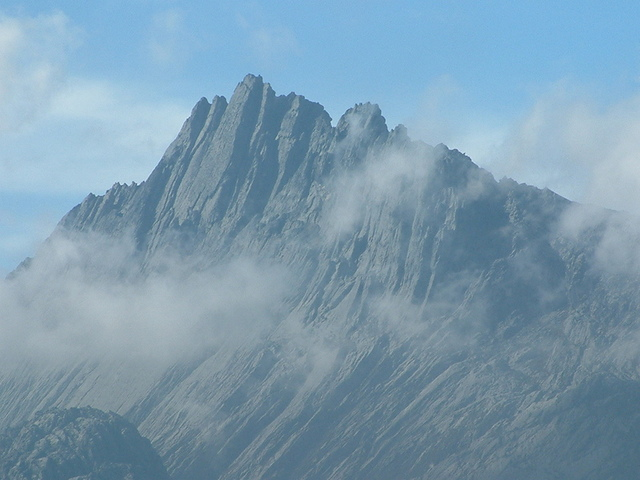
Puncak Jaya là đỉnh cao nhất tại châu Đại Dương

Châu Đại Dương ban đầu được nhận thức là các phần đất liền của Thái Bình Dương, trải dài từ eo biển Malacca đến bờ biển châu Mỹ. Nó gồm bốn khu vực: Polynesia, Micronesia, Malaysia (nay gọi là quần đảo Mã Lai), và Melanesia. Ngày nay, bộ phận của ba lục địa địa chất nằm trong giới hạn thuật ngữ "châu Đại Dương": Á-Âu, Úc và Zealandia, cũng như các đảo núi lửa phi lục địa của Philippines, Wallacea, và Thái Bình Dương mở rộng.
Châu Đại Dương trải dài từ New Guinea ở phía tây, quần đảo Ogasawara ở phía tây bắc, quần đảo Hawaii ở phía đông bắc, đảo Phục Sinh và đảo Sala y Gómez ở phía đông, và đảo Macquarie ở phía nam. Châu Đại Dương không bao gồm Đài Loan, quần đảo Ryukyu, quần đảo Nhật Bản và quần đảo Maluku thuộc châu Á, hay quần đảo Aleut thuộc Bắc Mỹ. Về ngoại vi, châu Đại Dương trải dài từ 280 Bắc (quần đảo Ogasawara tại Bắc Bán cầu) đến 550 Nam (đảo Macquarie tại Nam Bán cầu)
Các quần đảo châu Đại Dương gồm bốn loại cơ bản: đảo lục địa, đảo núi lửa, rạn san hô và thềm san hô nâng cao. Nhiều đảo núi lửa vẫn còn các núi lửa hoạt động, trong số đó có Bougainville, Hawaii, và quần đảo Solomon.
Châu Đại Dương là 1 trong 8 vùng sinh thái trên Trái Đất. Liên quan đến các khái niệm này là châu Đại Dương gần, là bộ phận của miền tây Melanesia hải đảo, có người cư trú từ hàng chục nghìn thiên niên kỷ, còn châu Đại Dương xa là những nơi có người định cư gần đây hơn. Mặc dù đa số các đảo của châu Đại Dương thuộc Nam Thái Bình Dương, song cố một số đảo nằm ngoài giới hạn của đại dương này, như đảo Kangaroo và quần đảo Ashmore và Cartier.
Các rạn san hô tại Nam Thái Bình Dương là các cấu trúc thấp, tạo thành trên dung nham bazan chảy bên dưới bề mặt đại dương. Một trong các cảnh quan kỳ vĩ nhất là rạn san hô Great Barrier ngoài khơi đông bắc Úc. Một loại đảo san hô thứ nhì được tạo thành khi các thềm san hô được nâng lên, thường là lớn hơn một chút so với các đảo san hô thấp, ví dụ như Banabavà Makatea.

### Khu vực
Micronesia nằm về phía bắc Xích đạo và phía tây Đường đổi ngày quốc tế, bao gồm quần đảo Mariana tại tây bắc, quần đảo Caroline tại trung tâm, quần đảo Marshall tại phía tây và Kiribati tại đông nam.
Melanesia nằm về phía tây nam, gồm đảo New Guinea lớn thứ nhì thế giới, các nhóm đảo khác từ bắc xuống nam là quần đảo Bismarck, quần đảo Solomon, Santa Cruz, Vanuatu, Fiji và Nouvelle-Calédonie.
Polynesia trải dài từ Hawaii tại phía bắc đến New Zealand tại phía nam, còn bao gồm Tuvalu, Tokelau, Samoa, Tonga và quần đảo Kermadec về phía tây, quần đảo Cook, quần đảo Société và quần đảo Australes tại trung tâm, và Marquises, Tuamotu, Gambier và đảo Phục Sinh tại phía đông.
Australasia gồm có Úc, New Zealand, đảo Tasmania, và các đảo lân cận tại Thái Bình Dương. Hầu hết Australasia nằm trên phần phía nam của mảng Ấn-Úc, nằm bên Ấn Độ Dương về phía tây và Nam Đại Dương về phía nam.

### Địa chất

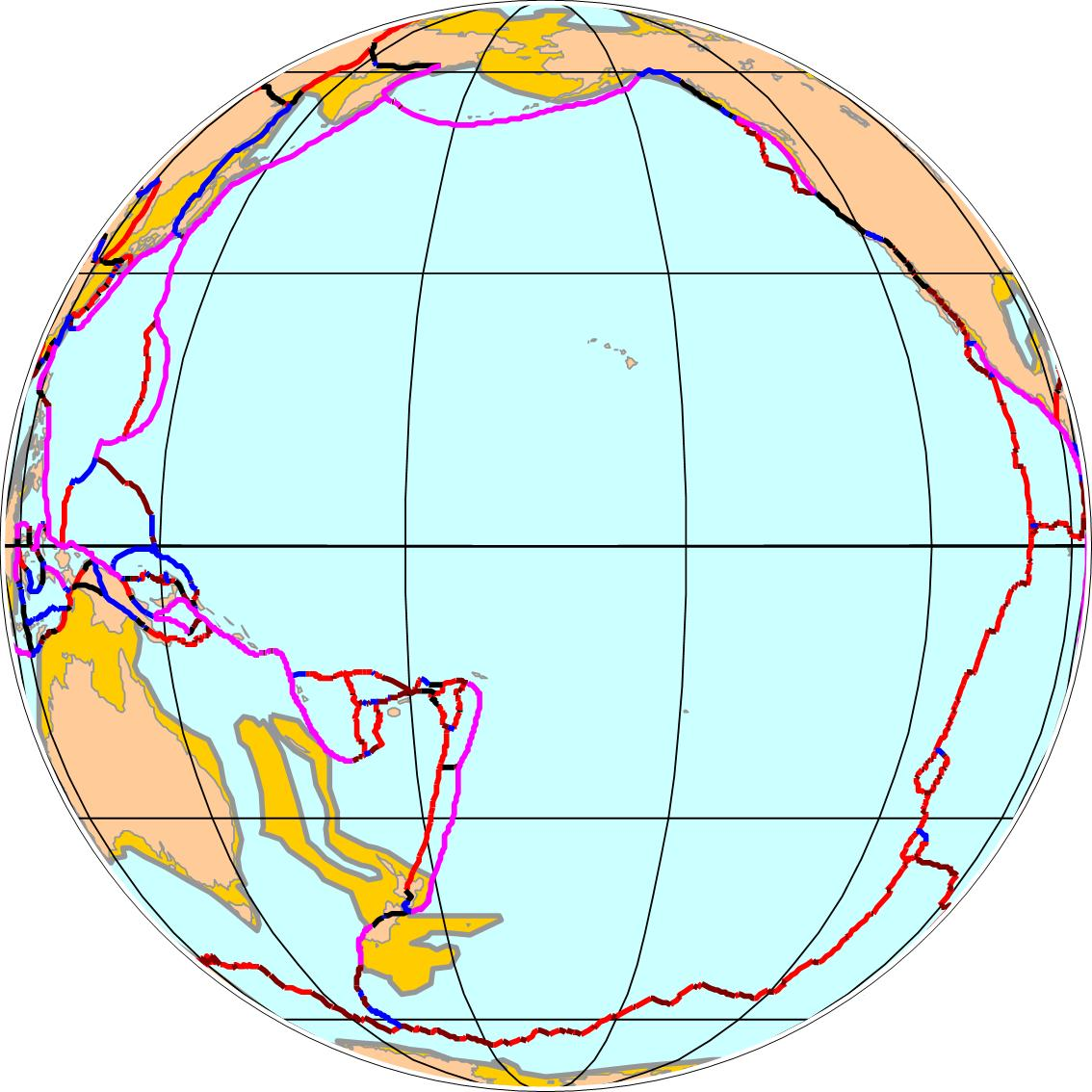
Mảng Thái Bình Dương bao gồm hầu hết các vùng của châu Đại Dương, ngoại trừ Australasia và phần phía tây của Melanesia.

Mảng Thái Bình Dương chiếm hầu hết châu Đại Dương, đây là 1 mảng kiến tạo đại dương nằm bên dưới Thái Bình Dương. Mảng Thái Bình Dương có diện tích 103 triệu km², là mảng kiến tạo lớn nhất. Mảng bao gồm 1 điểm nóng nội bộ tạo thành quần đảo Hawaii. Nó gần như hoàn toàn là một vỏ đại dương. Bộ phận cổ nhất biến mất theo chu trình kiến tạo mảng là vào đầu Kỷ Creta (145-137 triệu năm trước).
Úc là bộ phận của mảng Ấn-Úc, là đại lục thấp nhất, bằng phẳng nhất và cổ nhất trên Trái Đất và có lịch sử địa chất tương đối ổn định. Các lực tác động địa chất như phay nghịch kiến tạo của các dãy núi hoặc va chạm giữa các mảng kiến tạo xảy ra chủ yếu vào lịch sử sơ khởi của Úc, khi nó vẫn là bộ phận của Gondwana. Úc nằm tại trung tâm của mảng kiến tạo, do đó hiện không có núi lửa hoạt động.
Địa chất của New Zealand đáng chú ý do có hoạt động núi lửa, động đất và các khu vực địa nhiệt, nguyên nhân là quốc gia này có vị trí tại ranh giới của mảng Úc và mảng Thái Bình Dương. Phần lớn đá nền của New Zealand từng là bộ phận của siêu lục địa Gondwana, cùng với Nam Mỹ, châu Phi, Madagascar, Ấn Độ, châu Nam Cực và Úc. Các đá nay tạo thành lục địa Zealandia nằm giữa Đông Úc và Tây châu Nam Cực.
Mảnh lục địa Úc-New Zealand của Gondwana tách ra thời Creta muộn (95–90 Ma). Đến 75 Ma, Zealandia về cơ bản tách khỏi Úc và châu Nam Cực, song chỉ có các vùng biển nông tách biệt Zealandia và Úc tại phía bắc. Biển Tasman là bộ phận của Zealandia và sau đó gắn với Úc để tạo thành mảng Úc (40 Ma), và 1 ranh giới mảng mới được tạo thành giữa mảng Úc và mảng Thái Bình Dương.
Hầu hết các đảo trên Thái Bình Dương là đảo núi lửa, điển hình như đảo Phục Sinh, Samoa thuộc Mỹ và Fiji đột ngột đạt độ cao đến 1300 m từ bờ. Quần đảo Tây Bắc Hawaii được tạo thành từ khoảng 7-30 triệu năm trước, là núi lửa hình khiên trên điểm nóng núi lửa tương tự như đã tạo thành chuỗi núi ngầm Emperor về phía bắc và quần đảo Hawaii lớn về phía nam. Núi cao nhất Hawaii là Mauna Kea cao 4.205 m trên mực nước biển.

### Khí hậu

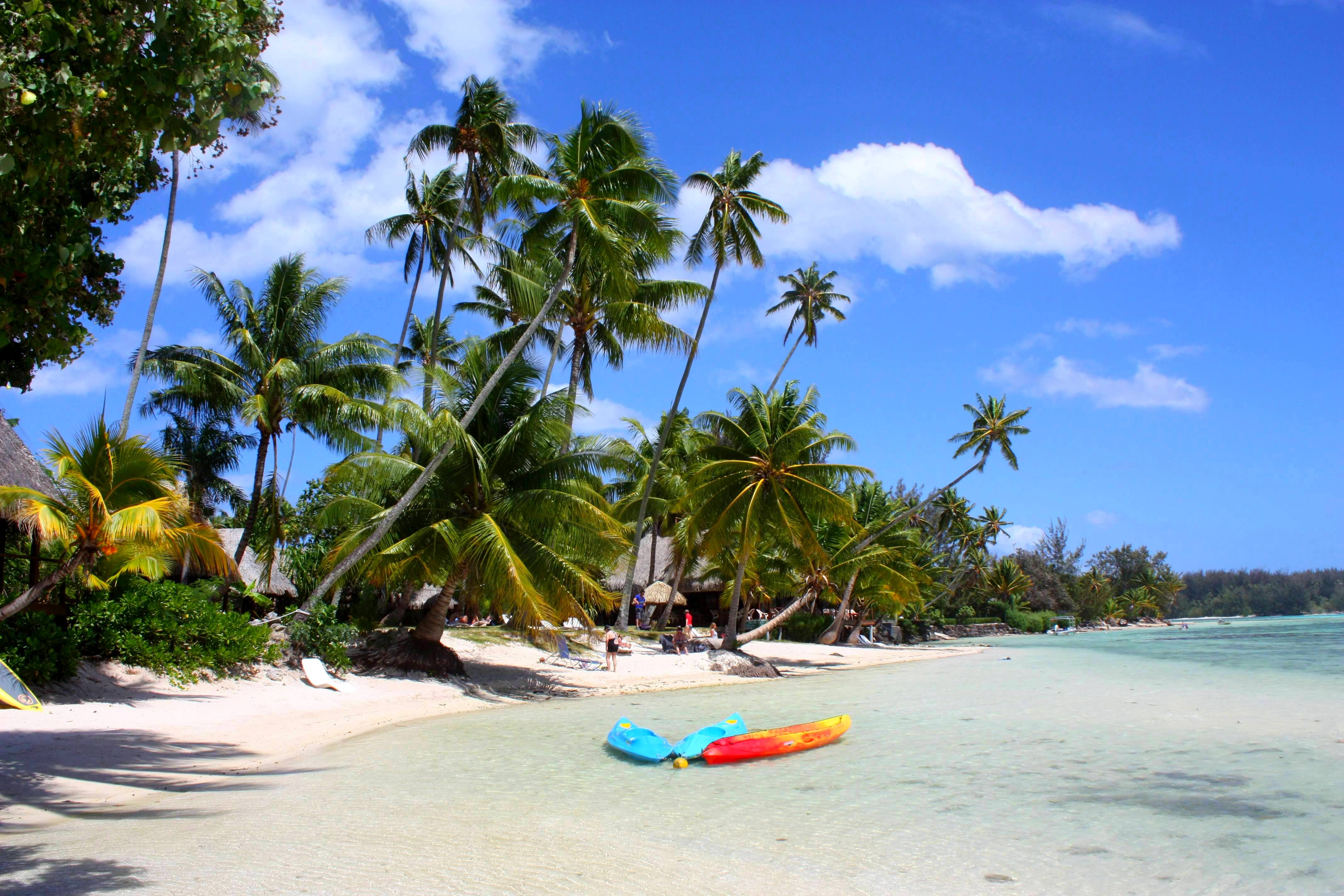
Bãi biển trên đảo Mooréa, Polynésie thuộc Pháp

Các đảo Thái Bình Dương có khí hậu rừng mưa nhiệt đới và xa van nhiệt đới. Trong vùng Thái Bình Dương nhiệt đới và cận nhiệt đới, El Niño-Dao động phương Nam (ENSO) tác động đến điều kiện khí hậu. Tại vùng nhiệt đới phía tây Thái Bình Dương, gió mùa gắn với mùa mưa trong các tháng mùa hè trong khi vào mùa đông có gió khô thổi đến từ đại lục châu Á. Tháng 11 là tháng duy nhất toàn bộ các lưu vực bão nhiệt đới hoạt động.
Về phía tây nam khu vực, tại đại lục Úc, khí hậu hầu hết là hoang mạc hoặc bán khô hạn, còn góc bờ biển phía nam có khí hậu ôn đới, như khí hậu đại dương và cận nhiệt đới ẩm tại bờ biển phía đông và khí hậu Địa Trung Hải tại phía tây. Phần phía bắc của Úc có khí hậu nhiệt đới. Tuyết rơi thường xuyên trên các vùng cao gần bờ biển phía đông, tại các bang Victoria, New South Wales, Tasmania và Lãnh thổ Thủ đô Úc.
Hầu hết các vùng của New Zealand thuộc ôn đới, có khí hậu hải dương (phân loại khí hậu Köppen: Cfb) có đặc điểm là bốn mùa phân biệt. Điều kiện khác biệt từ rất ẩm ướt tại West Coast của đảo Nam đến gần như bán khô hạn tại Central Otago và cận nhiệt đới tại Northland. Tuyết rơi tại đảo Nam của New Zealand và trên những nơi có độ cao lớn tại đảo Bắc. Tuyết cực kỳ hiếm xuất hiện ở những nơi gần mực nước biển tại đảo Bắc.
Hawaii thuộc nhiệt đới, song trải qua nhiều khí hậu khác biệt tuỳ theo vĩ độ và địa lý. Đảo Hawaii có bốn trong năm nhóm khí hậu theo phân loại khí hậu Köppen: nhiệt đới, khô hạn, ôn đới và vùng cực. Quần đảo Hawaii đón hầu hết lượng mưa vào các tháng mùa đông (tháng 10 đến tháng 4). Một vài đảo ở phía tây bắc như Guam dễ chịu tác động từ các cơn bão nhiệt đới vào mùa mưa.
Nhiệt độ cao nhất từng ghi nhận được tại châu Đại Dương là tại Oodnadatta, Nam Úc (2 tháng 1 năm 1960), khi nhiệt độ đạt đến 50,7 °C. Nhiệt độ thấp nhất từng ghi nhận được tại châu Đại Dương là - 25,6 °C tại Ranfurly của New Zealand vào năm 1903, và gần đây hơn ghi nhận được nhiệt độ -21,6 °C vào năm 1995 tại Ophir lân cận. Pohnpei thuộc quần đảo Senyavin tại Micronesia là nơi mưa nhiều nhất tại châu Đại Dương, và đứng hàng đầu thế giới, với lượng mưa ghi nhận được hàng năm vượt 7.600 mm tại một số địa phương vùng núi. Đỉnh của núi Waialeale tại Hawaii trung bình có lượng mưa 11.684 mm mỗi năm vào giai đoạn 1912–45.

## Đa dạng sinh học

### Thực vật

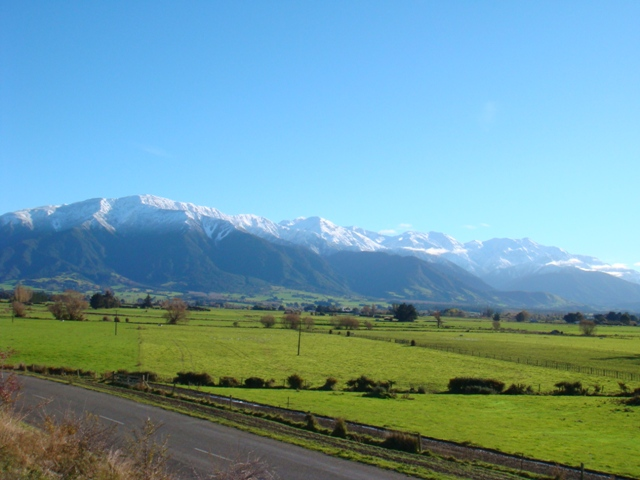
Thôn quê New Zealand

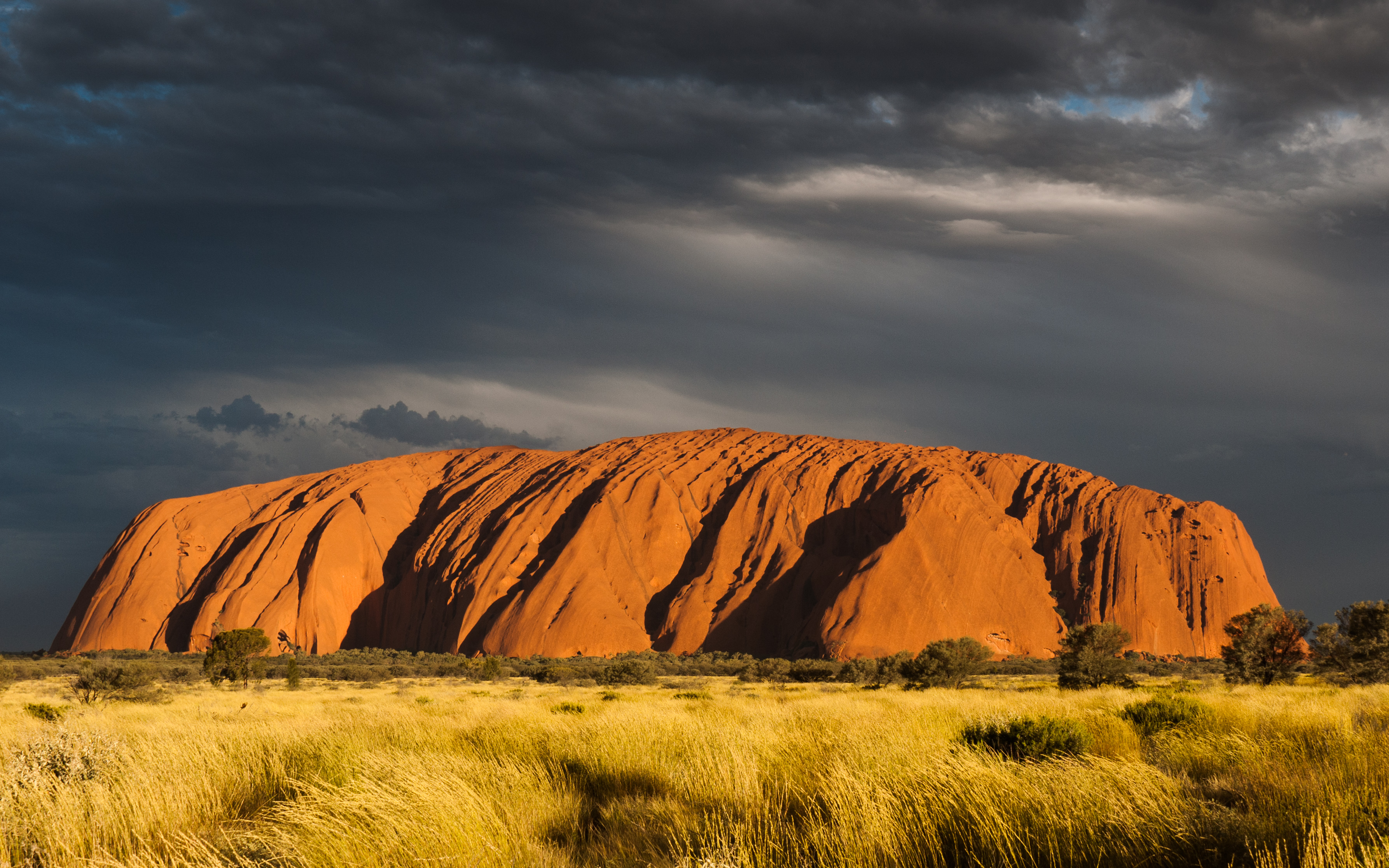
Uluru tại miền trung nước Úc.

Quốc gia có môi trường đa dạng nhất châu Đại Dương là Úc, có các khu rừng nhiệt đới tại đông bắc, các dãy núi tại đông nam, tây nam và đông, và hoang mạc khô hạn tại trung tâm. Vùng hoang mạc hoặc đất bán khô hạn tại Úc thường được gọi là outback, chúng chiếm tỷ lệ cao vượt trội trong cơ cấu đất đai. Vùng đất cao ven biển và một dải đất đồng cỏ Brigalow nằm giữa bờ biển và dãy núi, trong khi vùng nội lục của dãy phân thủy là các khu vực đất đồng cỏ lớn. Cực bắc của bờ biển phía đông là bán đảo Cape York có rừng mưa nhiệt đới.
Các đặc điểm nổi bật của hệ thực vật Úc là thích ứng với điều kiện khô cằn và bốc cháy, gồm hai loại là scleromorphy và serotiny. Tính thích nghi này thường thấy trong các loài thuộc các họ lớn và nổi tiếng: quắn hoa (Banksia), đào kim nương (bạch đàn), và đậu (keo). Hệ thực vật của Fiji, Quần đảo Solomon, Vanuatu và Nouvelle-Calédonie là rừng khô nhiệt đới, thực vật nhiệt đới gồm có dừa, premna protrusa, psydrax odorata, gyrocarpus americanus và cóc kèn.
Cảnh quan New Zealand biến đổi từ các eo biển giống như fjord tại tây nam đến các bãi biển nhiệt đới tại cực bắc. Dãy Nam Alps chi phối địa hình đảo Nam, và có 18 đỉnh cao trên 3.000 m tại đảo này. Đỉnh cao nhất trong số đó là Aoraki/núi Cook với 3.754 m. Động đất phổ biến song thường không nghiêm trọng, trung bình có 3.000 trận mỗi năm. Các loài cây bản địa có tính đa dạng cao, thích nghi với nhiều vi khí hậu tại New Zealand.
Tại Hawaii, có nhóm loài đặc hữu Brighamia, hiện cần phải thụ phấn bằng tay để tránh tuyệt chủng. Hai loài của Brighamia—B. rockii và B. insignis—có khoảng 120 cá thể trong môi trường hoang dã. Nhằm đảm bảo các loài này kết hạt, các nhà sinh thái học phải leo xuống các vách đá sâu 910 m để rắc phấn hoa lên đầu nhuỵ của chúng.

### Động vật

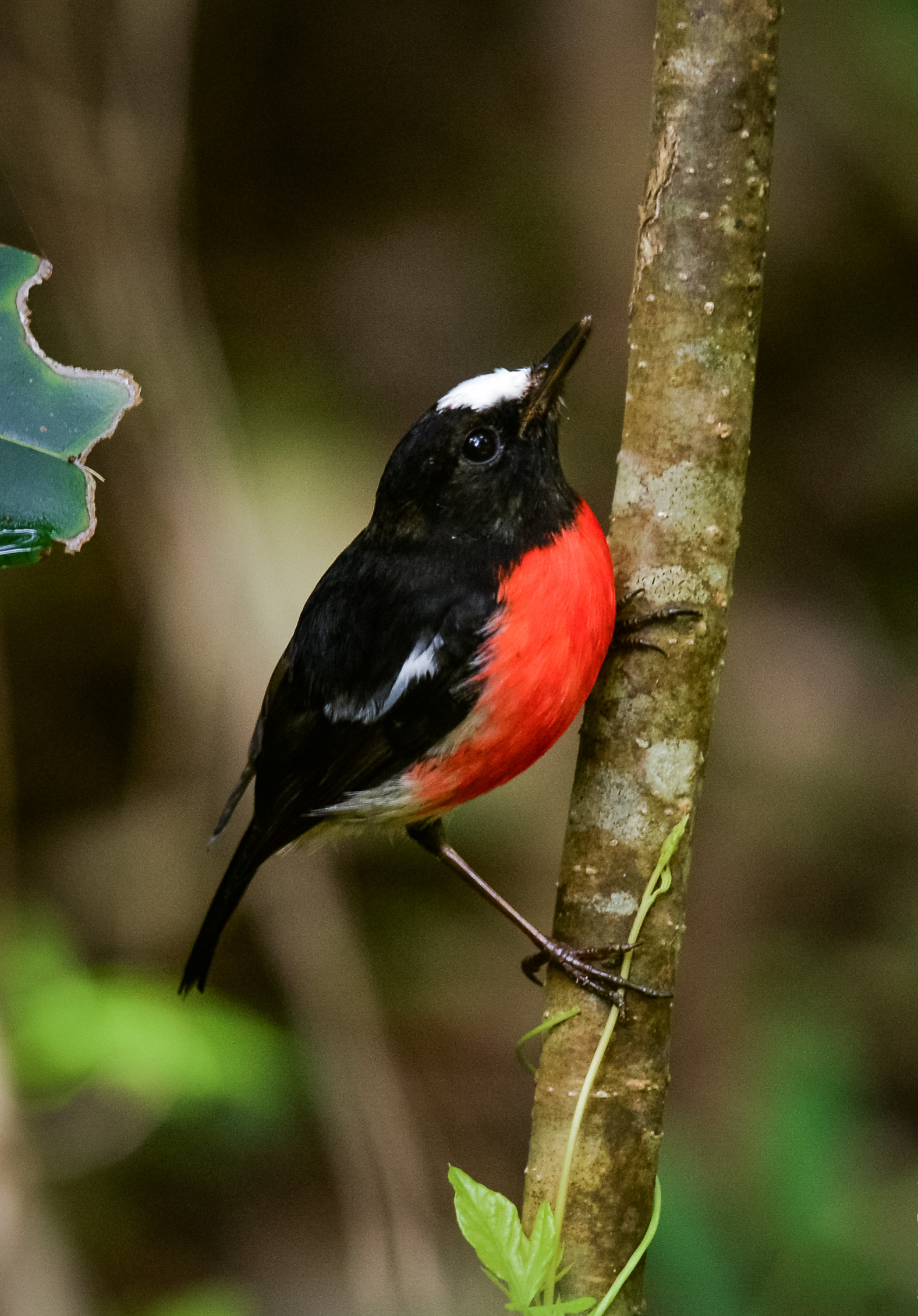
chim cổ đỏ Thái Bình Dương sống trên các đảo tây nam Thái Bình Dương.

Chim bói cá Thái Bình Dương được tìm thấy tại quần đảo Thái Bình Dương, cùng với bông lau đít đỏ, sáo Polynesia, ưng ngỗng nâu, nhạn Thái Bình Dương và Myzomela cardinalis. Các loài chim sinh sản tại Pitcairn gồm nhạn biển tiên, nhạn đầu xám và chim nhiệt đới đuôi đỏ. Chích sậy Pitcairn là loài đặc hữu của đảo Pitcairn, được đưa vào danh sách loài gặp nguy hiểm vào năm 2008.
Quạ Hawaii là loài bản địa tại Hawaii, song tuyệt chủng trong tự nhiên từ năm 2002. Rắn cây nâu là loài bản địa tại bờ biển phía bắc và phía đông của Úc, cùng với Papua New Guinea, Guam và quần đảo Solomon. Các loài bản địa khác tại Úc, New Guinea và các đảo lân cận là chim thiên đường, ăn mật, leo cây Australasia, cổ đỏ Australasia, bồng chanh, Cracticus và đinh viên.
Một đặc điểm độc đáo của hệ động vật Úc là có các loài thú nhau thai bản địa tương đối hiếm, và tính chi phối của các loài thú có túi — một nhóm các loài thú nuôi con trong một cái túi, gồm các họ chân to, phalangeriformes và dasyuromorphia. Các loài sẻ của Úc gồm có tiêu liêu, nhạn rừng, mỏ gai, quạ, pardalotidae, chim lia. Các loài chim chiếm ưu thế tại Úc là ác là Úc, quạ Úc, strepera graculina, bồ câu mào và sả nhà trò. Gấu túi, đà điểu Emu, thú mỏ vịt và chuột túi là các động vật quốc gia của Úc, và quỷ Tasmania là một trong các loài nổi tiếng tại quốc gia này. Goanna là một loài thằn lằn ăn thịt bản địa của đại lục Úc.
Các loài chim của New Zealand tiến hoá thành một hệ chim, gồm nhiều loài đặc hữu. Do là một quần đảo, New Zealand tích luỹ được hệ chim đa dạng và đến khi James Cook tới đây trong thập niên 1770 ông ghi rằng tiếng chim kêu inh tai. Có các loài bất thường về sinh vật học như kakapo, nó là loài vẹt duy nhất trên thế giới không bay được, hoạt động về đêm và cạnh tranh phối giống, song cũng có nhiều loài tương tự như tại các khu vực đất liền lân cận. Một số loài chim nổi tiếng và đặc trưng tại New Zealand là kiwi, kea, takahe, kakapo, mohua, tui và chim chuông. Tuatara là một loài bò sát đặc hữu nổi tiếng của New Zealand.

## Nhân khẩu
| Huy hiệu                 | Quốc kỳ                  | Quốc gia/Lãnh thổ (có người thường trú) | Diện tích (km²) | Dân số     | Mật độ (người/km²) | Thủ đô          | ISO 3166-1 |
| ------------------------ | ------------------------ | --------------------------------------- | --------------- | ---------- | ------------------ | --------------- | ---------- |
| Australasia              |                          |                                         |                 |            |                    |                 |            |
| Australia                | Úc                       | Úc/Australia                            | 7.686.850       | 23.034.879 | 2,7                | Canberra        | AU         |
| New Zealand              | New Zealand              | New Zealand                             | 268.680         | 4.465.900  | 16,5               | Wellington      | NZ         |
| Norfolk Island           | Đảo Norfolk              | Đảo Norfolk (Úc)                        | 35              | 2.302      | 61,9               | Kingston        | NF         |
| Melanesia                |                          |                                         |                 |            |                    |                 |            |
| Fiji                     | Fiji                     | Fiji                                    | 18.270          | 856.346    | 46,9               | Suva            | FJ         |
| Pháp                     | Nouvelle-Calédonie       | Nouvelle-Calédonie (Pháp)               | 19.060          | 240.390    | 12,6               | Nouméa          | NC         |
| Indonesia                | Indonesia                | Quần đảo Maluku (Indonesia)             | 74.505          | 1.895.000  |                    |                 | ML         |
| Indonesia                | Indonesia                | Papua (Indonesia)                       | 319.036         | 3.486.432  | 11                 | Jayapura        | PA         |
| Indonesia                | Indonesia                | Tây Papua (Indonesia)                   | 140.375         | 760.855    | 5,4                | Manokwari       | PB         |
| Papua New Guinea         | Papua New Guinea         | Papua New Guinea                        | 462.840         | 5.172.033  | 11,2               | Port Moresby    | PG         |
| Solomon Islands          | Quần đảo Solomon         | Quần đảo Solomon                        | 28.450          | 494.786    | 17,4               | Honiara         | SB         |
| Vanuatu                  | Vanuatu                  | Vanuatu                                 | 12.200          | 240.000    | 19,7               | Port Vila       | VU         |
| Micronesia               |                          |                                         |                 |            |                    |                 |            |
| Liên bang Micronesia     | Liên bang Micronesia     | Liên bang Micronesia                    | 702             | 135.869    | 193,5              | Palikir         | FM         |
| Guam                     | Guam                     | Guam (Hoa Kỳ)                           | 549             | 160.796    | 292,9              | Hagåtña         | GU         |
| Kiribati                 | Kiribati                 | Kiribati                                | 811             | 96.335     | 118,8              | South Tarawa    | KI         |
| Marshall Islands         | Quần đảo Marshall        | Quần đảo Marshall                       | 181             | 73.630     | 406,8              | Majuro          | MH         |
| Nauru                    | Nauru                    | Nauru                                   | 21              | 12.329     | 587,1              | Yaren (thực tế) | NR         |
| Hoa Kỳ                   | Quần đảo Bắc Mariana     | Quần đảo Bắc Mariana (Hoa Kỳ)           | 477             | 77.311     | 162,1              | Saipan          | MP         |
| Palau                    | Palau                    | Palau                                   | 458             | 19.409     | 42,4               | Ngerulmud       | PW         |
| Polynesia                |                          |                                         |                 |            |                    |                 |            |
| Hoa Kỳ                   | Samoa thuộc Mỹ           | Samoa thuộc Mỹ (Hoa Kỳ)                 | 199             | 68.688     | 345,2              | Pago Pago       | AS         |
| Cook Islands             | Quần đảo Cook            | Quần đảo Cook (New Zealand)             | 240             | 20.811     | 86,7               | Avarua          | CK         |
| Chile                    | Đảo Phục Sinh            | Đảo Phục Sinh (Chile)                   | 164             | 5.761      | 31                 | Hanga Roa       | CL         |
| French Polynesia         | Polynésie thuộc Pháp     | Polynésie thuộc Pháp (Pháp)             | 4.167           | 257.847    | 61,9               | Papeete         | PF         |
| Hawaii                   | Hawaii                   | Hawaii (Hoa Kỳ)                         | 16.636          | 1.360.301  | 81,8               | Honolulu        | US         |
| New Zealand              | Niue                     | Niue (New Zealand)                      | 260             | 2.134      | 8,2                | Alofi           | NU         |
| Pitcairn Islands         | Quần đảo Pitcairn        | Quần đảo Pitcairn (Anh)                 | 47              | 47         | 10                 | Adamstown       | PN         |
| Samoa                    | Samoa                    | Samoa                                   | 2.944           | 179.000    | 63,2               | Apia            | WS         |
| Tokelau                  | Tokelau                  | Tokelau (New Zealand)                   | 10              | 1.431      | 143,1              | Nukunonu        | TK         |
| Tonga                    | Tonga                    | Tonga                                   | 748             | 106.137    | 141,9              | Nukuʻalofa      | TO         |
| Tuvalu                   | Tuvalu                   | Tuvalu                                  | 26              | 11.146     | 428,7              | Funafuti        | TV         |
| Wallis and Futuna        | Wallis và Futuna         | Wallis và Futuna (Pháp)                 | 274             | 15.585     | 56,9               | Mata-Utu        | WF         |
| Tổng cộng                | Tổng cộng                | Tổng cộng                               | 8.919.530       | 41.050.699 | 4,4                |                 |            |
| Tổng cộng trừ đại lục Úc | Tổng cộng trừ đại lục Úc | Tổng cộng trừ đại lục Úc                | 1.232.680       | 19.022.699 | 14,8               |                 |            |

### Tôn giáo

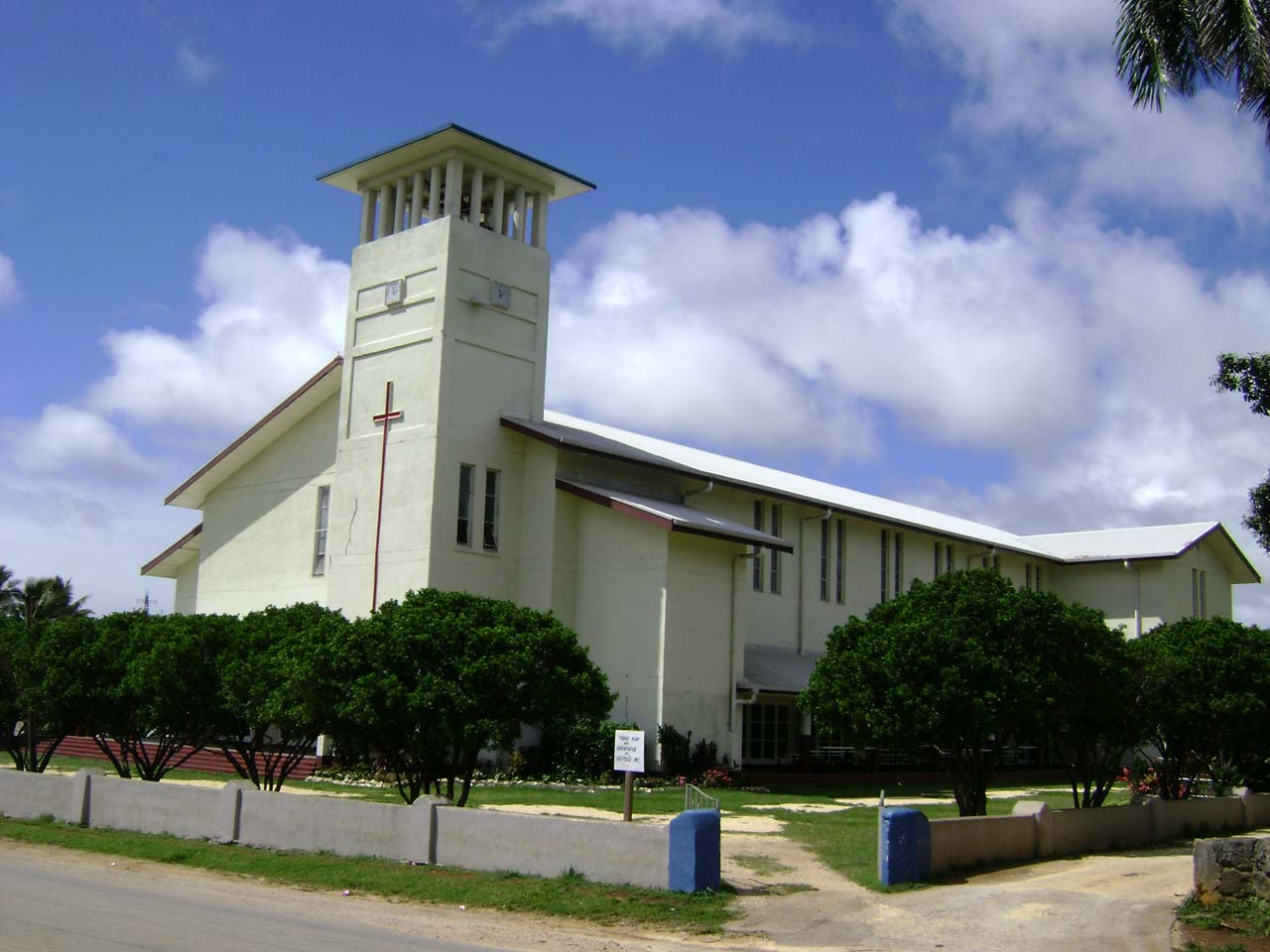
Saione, nhà thờ của Quốc vương, một địa điểm thuộc Giáo hội Wesley Tự do tại Kolomotuʻa, Tonga.

Tôn giáo chiếm ưu thế tại châu Đại Dương là Cơ Đốc giáo (73,3%). Một cuộc khảo sát vào năm 2011 cho rằng 92,1% người dân tại Melanesia, 93,1% tại Micronesia và 96,1% tại Polynesia tự nhận là tín đồ Cơ Đốc giáo. Các tôn giáo truyền thống thường là thuyết vật linh, và chúng phổ biến trong các bộ lạc truyền thống với niềm tin rằng thần linh hiện diện trong các những điều tự nhiên. Theo điều tra dân số năm 2013, 47,5% người New Zealand liên kết bản thân với Cơ Đốc giáo và 41,92% khai rằng không theo tôn giáo nào. Theo điều tra nhân khẩu năm 2016, 52,1% dân cư Úc nhận rằng thuộc một giáo phái Cơ Đốc, và 30,1% cho biết là họ không theo tôn giáo nào.
Trong các cuộc điều tra nhân khẩu gần đây tại Úc và New Zealand, có lượng lớn dân chúng cho biết là họ thuộc nhóm "không tôn giáo" (bao gồm vô thần, bất khả tri, thần giáo tự nhiên, nhân đạo thế tục và duy lý). Tại Tonga, sinh hoạt thường nhật chịu ảnh hưởng mạnh từ các truyền thống Polynesia và đặc biệt là từ tín ngưỡng Cơ Đốc. Thánh đường Hồi giáo Ahmadiyya tại Quần đảo Marshall là thánh đường Hồi giáo duy nhất tại Micronesia. Nhà tín ngưỡng Bahá'í tại Tiapapata, Samoa là một trong tám nhà tín ngưỡng của giáo phái này.
Các tôn giáo khác trong khu vực gồm có Do Thái giáo, Phật giáo, Ấn Độ giáo, Sikh giáo và Jaina giáo. Isaac Isaacs là toàn quyền Úc đầu tiên sinh tại Úc, và là người Do Thái đầu tiên là đại diện cấp phó vương trong Đế quốc Anh..

### Ngôn ngữ
Các ngôn ngữ bản địa tại châu Đại Dương nằm trong ba nhóm địa lý chính:
- Ngữ hệ Nam Đảo (Austronesia), gồm các ngôn ngữ như tiếng Mã Lai (Indonesia), và các ngôn ngữ Polynesia như Maori và Hawaii.
- Các ngôn ngữ thổ dân Úc, phần lớn thuộc ngữ hệ Pama–Nyungan.
- Các ngôn ngữ Papua trên đảo New Guinea và các đảo lân cận, trong đó có ngữ hệ Trans–New Guinea.

Các ngôn ngữ có nguồn gốc thực dân là tiếng Anh tại Úc, New Zealand, Hawaii, và nhiều lãnh thổ khác; tiếng Pháp tại Nouvelle-Calédonie và Polynésie thuộc Pháp, tiếng Nhật tại quần đảo Ogasawara, tiếng Tây Ban Nha tại đảo Phục Sinh. Ngoài ra còn có các thứ tiếng lai tạp được hình thành từ tương tác giữa tiếng Mã Lai hoặc các ngôn ngữ thực dân với ngôn ngữ bản địa, như Tok Pisin, Bislama, Chavacano, và nhiều ngôn ngữ thương mại và lai tạp Mã Lai, tiếng Hawaii bồi, Norfuk và Pitkern. Tiếp xúc giữa hai nhóm Nam Đảo và Papua dẫn đến có một vài ngôn ngữ hỗn hợp như Maisin.
Người nhập cư mang theo ngôn ngữ của họ đến khu vực, như Quan thoại, tiếng Ý, Ả Rập, Ba Lan, Hindi, Đức, Tây Ban Nha, Hàn, Quảng Đông hay Hy Lạp, cùng các thứ tiếng khác, tại Úc và New Zealand, hay là tiếng Hindi Fiji tại Fiji.

### Nhập cư

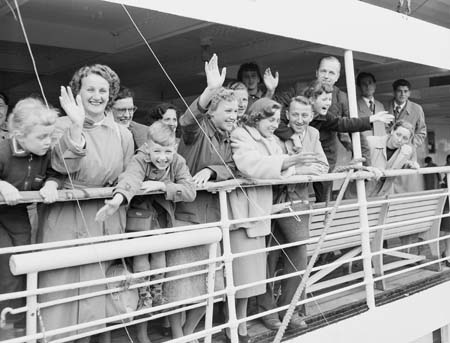
Các di dân Hà Lan đến Úc vào năm 1954.

Các khu vực đa văn hoá nhất tại châu Đại Dương, có mức độ nhập cư cao, là Úc, New Zealand và Hawaii. Kể từ năm 1945, có trên 7 triệu người đã định cư tại Úc. Từ cuối thập niên 1970, xuất hiện gia tăng đáng kể nhập cư từ châu Á và các quốc gia bên ngoài châu Âu, biến Úc thành một quốc gia đa văn hoá.
Sydney là thành phố đa văn hoá nhất tại châu Đại Dương, có trên 250 ngôn ngữ khác nhau và 40% cư dân thành phố nói một ngôn ngữ khác tiếng Anh tại nhà. Hơn thế nữa, 36% cư dân được ghi nhận là sinh tại hải ngoại, các quốc gia đứng đầu là Ý, Liban, Việt Nam và Iraq, cùng các quốc gia khác. Melbourne cũng khá đa dạng văn hoá, có lượng người nói tiếng Hy Lạp lớn nhất bên ngoài châu Âu, và có lượng người gốc Á lớn thứ nhì tại Úc sau Sydney.
Có một dòng di dân lớn từ châu Âu đến New Zealand sau khi ký kết Hiệp định Waitangi vào năm 1840. Nhập cư sau đó chủ yếu là từ quần đảo Anh, song cũng có người từ châu Âu đại lục, Thái Bình Dương, châu Mỹ và châu Á. Auckland có trên một nửa cư dân New Zealand sinh tại hải ngoại.
Hawaii là một bang có người thiểu số chiếm đa số cư dân. Các công nhân người Hoa định cư tại Hawaii từ năm 1789. Năm 1820, các nhà truyền giáo Hoa Kỳ đầu tiên đến quần đảo. Tính đến  năm 2015, một lượng lớn cư dân Hawaii có nguồn gốc châu Á, đặc biệt là Philippines, Nhật Bản, Hàn Quốc và Trung Quốc. Nhiều người là hậu duệ của những di dân được đưa đến để làm việc trong các đồn điền mía vào giữa đến cuối thế kỷ XIX. Gần 13.000 người Bồ Đào Nha đến quần đảo cho đến năm 1899; họ cũng làm việc trong các đồn điền mía. Người Puerto Rico di cư đến Hawaii từ năm 1899 khi ngành đường của Puerto Rico bị tàn phá do bão.

### Cổ di truyền học
Khảo cổ học, ngôn ngữ học, và nghiên cứu di truyền chỉ ra rằng châu Đại Dương có hai làn sóng di cư lớn. Cuộc di cư đầu tiên diễn ra khoảng 40 nghìn năm trước, những người Papua di cư này định cư tại phần lớn châu Đại Dương gần. Khoảng 3,5 nghìn năm trước, một cuộc bành trướng thứ nhì diễn ra khi những người nói tiếng Nam Đảo đến châu Đại Dương gần, và hậu duệ của họ đi đến các góc xa của Thái Bình Dương, định cư tại châu Đại Dương xa.
Nghiên cứu DNA ti thể (mtDNA) định lượng mức độ bành trướng của người Nam Đào và chứng minh tác động đồng nhất của cuộc bành trướng này. Về ảnh hưởng của người Papua, các nhóm đơn bội bản địa ủng hộ giả thuyết về một lịch sử lâu dài tại châu Đại Dương gần, có một số dòng dõi cho thấy chiều sâu thời gian đến 60 nghìn năm. Cư dân tại Santa Cruz tại châu Đại Dương xa có điểm dị thường là tần số cực cao của các nhóm đơn bội bản địa có gốc châu Đại Dương gần.
Các khu vực rộng lớn tại New Guinea vẫn chưa được các nhà khoa học và nhân loại học khám phá, do rừng che phủ rộng và địa hình núi cao. Các bộ lạc bản địa được biết đến tại Papua New Guinea có rất ít tiếp xúc với nhà cầm quyền địa phương. Nhiều bộ lạc vẫn ở thời kỳ tiền văn tự, và ở cấp quốc gia hay quốc tế, cực kỳ khó khăn nếu muốn biết các tên gọi bộ lạc và thông tin về họ. Các tỉnh Papua và Tây Papua của Indonesia trên đảo New Guinea có khoảng 44 nhóm bộ lạc chưa được tiếp xúc.

## Kinh tế

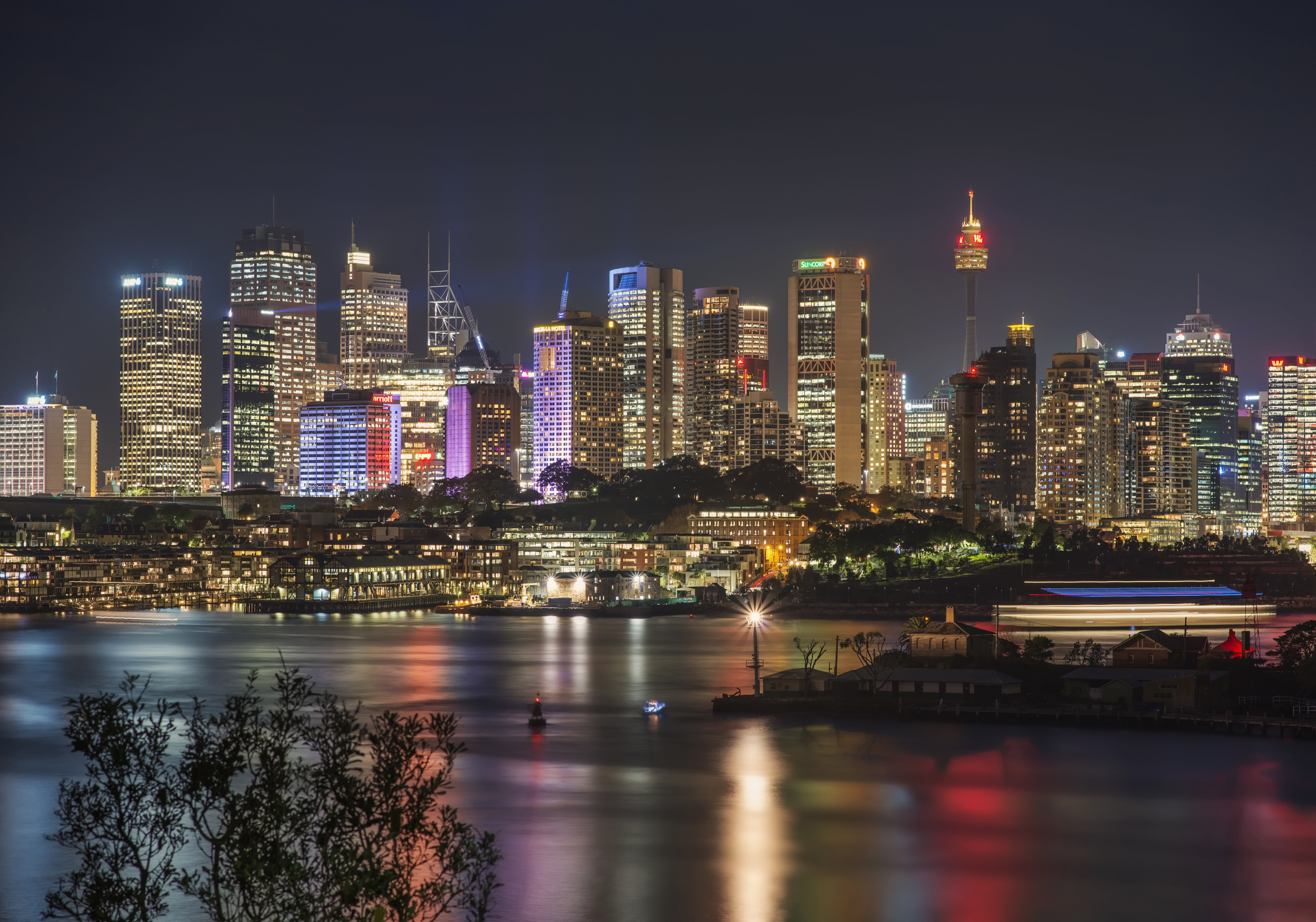
Quang cảnh Sydney.

Kinh tế Úc có quy mô lớn vượt trội và chi phối trong khu vực, và cũng nằm vào nhóm lớn nhất thế giới. GDP bình quân của Úc cao hơn của Anh, Canada, Đức và Pháp xét theo sức mua tương đương. New Zeland cũng là một trong các nền kinh tế toàn cầu hoá ở mức cao nhất, phụ thuộc lớn vào mậu dịch quốc tế.
Sở giao dịch chứng khoán Úc tại Sydney có quy mô lớn nhất tại Úc và Nam Thái Bình Dương. New Zealand có thứ hạng 53 thế giới về GDP danh nghĩa và 68 thế giới về GDP vào năm 2016. Năm 2012, Úc là nền kinh tế lớn thứ 12 thế giới về GDP danh nghĩa và đứng thứ 19 về GDP PPP.
Điều tra chất lượng sinh hoạt Mercer xếp hạng Sydney đứng thứ 10 thế giới về chất lượng sinh hoạt vào năm 2014, là một trong các thành phố đáng sống nhất thế giới. Sydney được xếp hạng thành phố thế giới Alpha+ theo GaWC. Melbourne cũng đứng hạng cao trong danh sách các thành phố đáng sống nhất thế giới, và là trung tâm tài chính hàng đầu tại châu Á-Thái Bình Dương. Auckland và Wellington của New Zealand cũng thường xuyên nằm trong danh sách các thành phố đáng sống nhất thế giới.

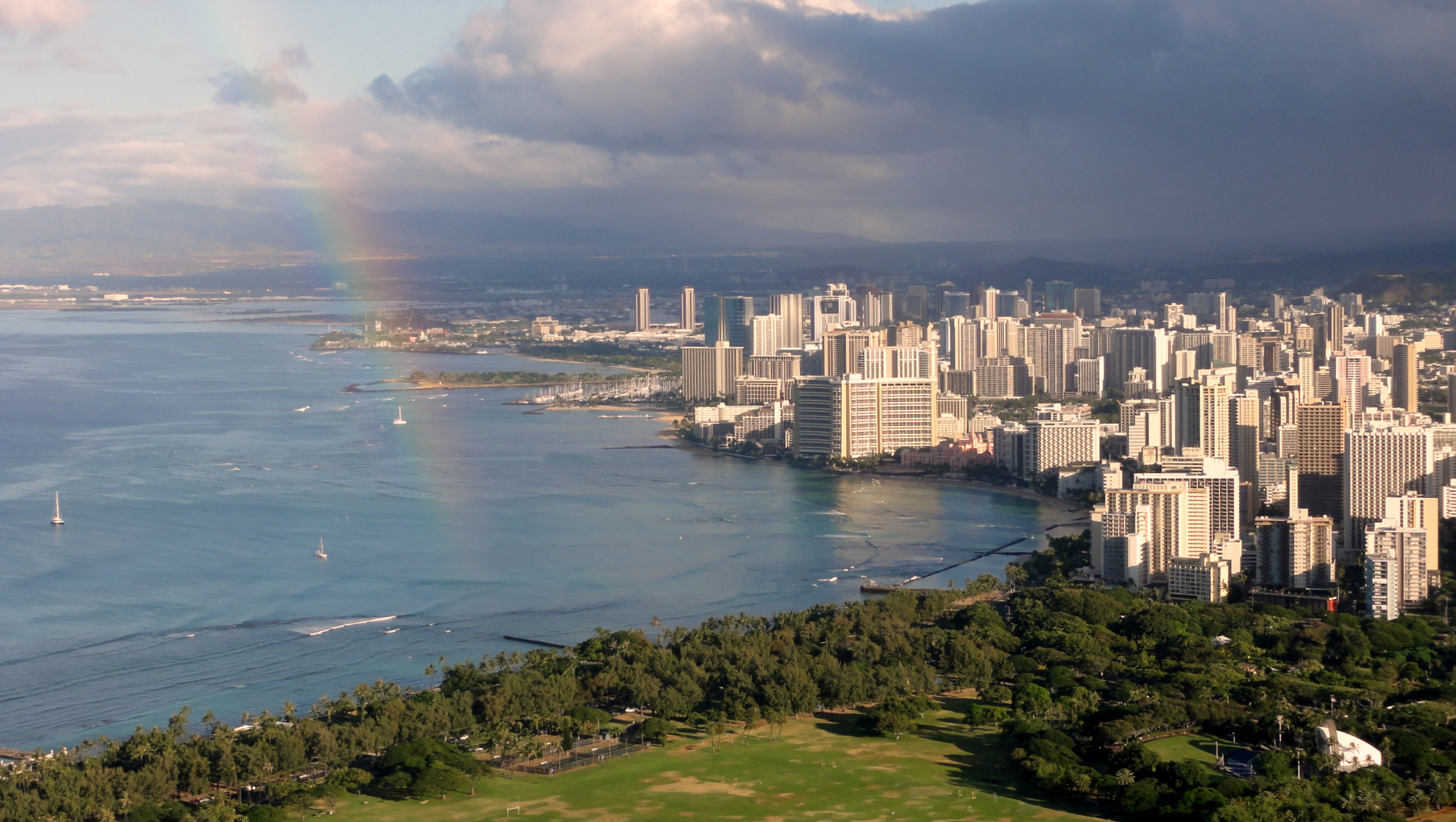
Honolulu nhìn từ miệng núi lửa Diamond Head

Đại đa số cư dân sống trên các đảo Thái Bình Dương làm việc trong ngành dịch vụ, gồm du lịch, giáo dục và tài chính. Các thị trường xuất khẩu lớn nhất của châu Đại Dương gồm Nhật Bản, Trung Quốc, Hoa Kỳ và Hàn Quốc. Các đảo nhỏ tại Thái Bình Dương dựa vào mậu dịch với Úc, New Zealand và Hoa Kỳ để xuất cảng hàng hoá và để tiếp cận các sản phẩm khác. Các hiệp định mậu dịch của Úc và New Zealand được gọi là quan hệ kinh tế mật thiết. Úc và New Zealand, cùng các quốc gia khác là thành viên của Diễn đàn Hợp tác Kinh tế châu Á - Thái Bình Dương (APEC) và Hội nghị Thượng đỉnh Đông Á (EAS).
Các sản phẩm chính từ Thái Bình Dương là dừa, bên cạnh đó là gỗ, thịt bò, dầu cọ, cacao, đường và gừng được trồng phổ biến khắp vùng nhiệt đới của châu Đại Dương. Ngư nghiệp là một ngành lớn tại nhiều đảo quốc nhỏ tại Thái Bình Dương, song nhiều khu vực đánh cá do các nước lớn khác khai thác, chẳng hạn như Nhật Bản. Các tài nguyên tự nhiên như chì, thiếc, niken vàng được khai thác tại Úc và quần đảo Solomon.
Nhờ có tài nguyên rừng, khoáng sản và cá, Fiji là một trong các quốc gia phát triển nhất về kinh tế trong số các đảo quốc Thái Bình Dương, song vẫn là một quốc gia đang phát triển với lĩnh vực nông nghiệp lớn. Nông nghiệp chiếm 18% GDP, song sử dụng đến 70% lực lượng lao động tính đến năm 2001. Xuất khẩu đường và ngành du lịch đang phát triển là những nguồn thu ngoại tệ chính.
Lịch sử kinh tế Hawaii có truy xuất thông qua các ngành công nghiệp từng chi phối trong lịch sử: gỗ đàn hương, săn cá voi, mía, dứa, quân sự, du lịch và giáo dục. Xuất khẩu của Hawaii gồm thực phẩm và may mặc. Những ngành này có vị thế nhỏ trong kinh tế Hawaii, do khoảng cách vận chuyển xa đến các thị trường tiềm năng. Xuất khẩu thực phẩm của bang gồm có cà phê, hạt macca, dứa, gia súc, đường và mật ong. Tính đến  năm 2015, Honolulu được xếp hạng cao trong danh sách thành phố đáng sống, và cũng là thành phố an toàn thứ nhì tại Hoa Kỳ.

### Du lịch

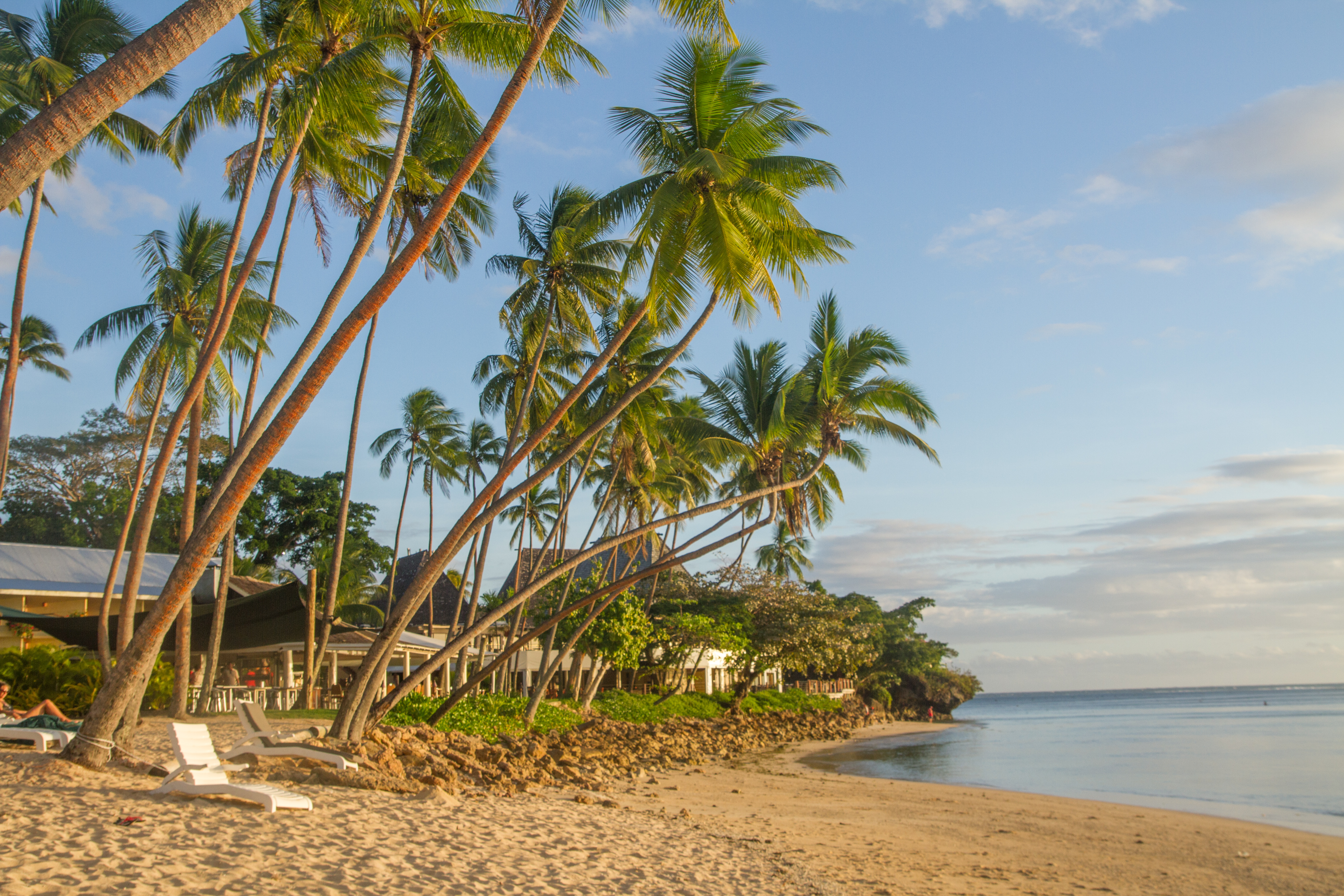
Khu nghỉ dưỡng Shangri-La's Fijian

Du khách đến châu Đại Dương chủ yếu là từ Nhật Bản, Anh và Hoa Kỳ. Fiji hiện thu hút gần nửa triệu du khách mỗi năm, trên một phần tư là từ Úc. Ngành này đóng góp 1 tỉ USD trở lên cho kinh tế Fiji từ năm 1995. Vanuatu được công nhận rộng rãi là một trong các điểm nghỉ ngơi thượng hạng cho những người lặn biển muốn khám phá các rạn san hô Nam Thái Bình Dương. Du lịch được xúc tiến một phần là nhờ Vanuatu xuất hiện trong một số chương trình truyền hình thực tế.
Du lịch là một thành phần quan trọng của kinh tế Úc, trong năm tài chính 2014/15 lĩnh vực này chiếm 3% GDP và đóng góp 47,5 tỉ AUD. Năm 2015, có 7,4 triệu du khách đến Úc. Các điểm đến phổ biến của Úc gồm có Cảng Sydney (Nhà hát Opera Sydney, Cầu cảng Sydney, Vườn thực vật Hoàng gia), Gold Coast, các công viên quốc gia Walls of Jerusalem và Mount Field tại Tasmania, Cung triển lãm Hoàng gia tại Melbourne, Rạn san hô Great Barrier tại Queensland, The Twelve Apostles tại Victoria, Uluru tại Trung Úc.
Ngành du lịch New Zealand đóng góp 7,3 tỉ NZD (3,7%) cho GDP quốc gia vào năm 2013, cũng như hỗ trợ trực tiếp 110.800 việc làm quy đổi toàn thời gian (gần 6% lực lượng lao động của New Zealand). Chi tiêu của du khách quốc tế chiếm 16% nguồn thu xuất khẩu của New Zealand (gần 10 tỉ NZD). Tổng cộng du khách quốc tế và nội địa mỗi năm đóng góp 24 tỉ NZD cho GDP của New Zealand. Tourism New Zealand là cơ quan du lịch chính thức của quốc gia, tích cực xúc tiến quốc gia này trở thành một điểm đến toàn cầu. Milford Sound in South Island is acclaimed as New Zealand's most famous tourist destination.
Năm 2003, có trên 6,4 triệu du khách đến quần đảo Hawaii, họ chi tiêu trên 10,6 tỉ USD. Do Hawaii có thời tiết ôn hoà quanh năm, nên du lịch phổ biến quanh năm. Năm 2011, Hawaii đón tiếp lượng khách gia tăng đến từ Canada, Úc và Trung Quốc với lần lượt là 13%, 24% và 21% so với năm 2010.

## Chính trị

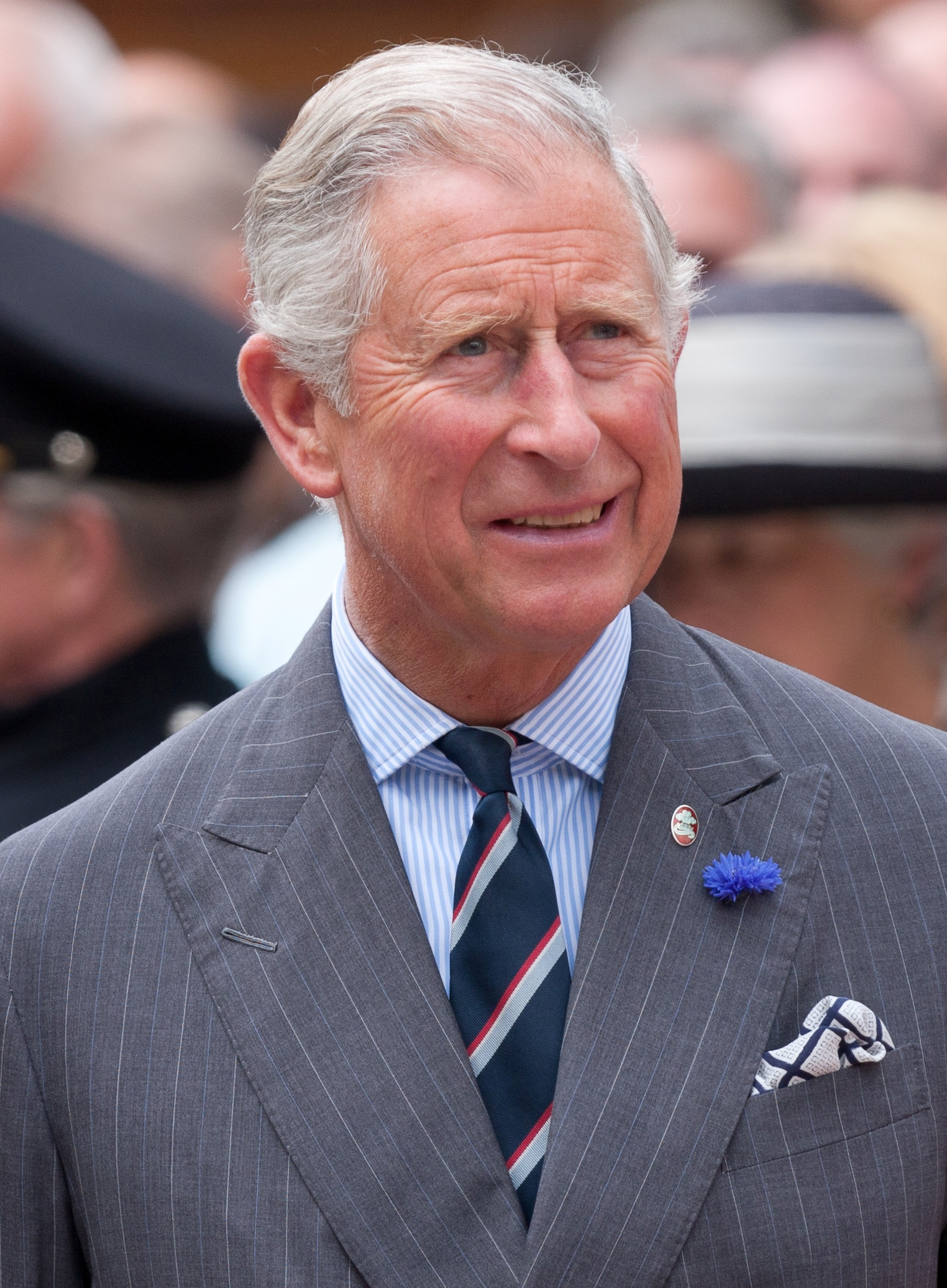
Charles III là nguyên thủ của Thịnh vượng chung và là quốc vương của 5 quốc gia châu Đại Dương: Úc, New Zealand, Papua New Guinea, Quần đảo Solomon và Tuvalu.

Úc có thể chế quân chủ lập hiến nghị viện liên bang Charles III là nguyên thủ với vị thế là Quốc vương Úc, tách biệt với chức vụ của ông trong các vương quốc Thịnh vượng chung khác. Quốc vương có đại diện là toàn quyền ở cấp liên bang và thống đốc tại cấp bang, họ được bổ nhiệm theo khuyến nghị của các thủ tướng. Úc có hai nhóm chính đảng lớn thường thành lập chính phủ, ở cấp liên bang cũng như cấp bang: Công đảng Úc và Liên minh, Liên minh gồm Đảng Tự do và đối tác nhỏ hơn là Đảng Quốc gia. Trong văn hoá chính trị Úc, Liên minh được nhìn nhận là trung-hữu còn Công đảng được nhìn nhận là trung-tả. Quân đội Úc là lực lượng vũ trang lớn vượt trội tại châu Đại Dương.
New Zealand có chế độ quân chủ lập hiến cùng thể chế dân chủ nghị viện, song hiến pháp không được hệ thống hoá. Charles III là nguyên thủ quốc gia với vị thế Quốc vương New Zealand. Đại diện cho Quốc vương là một toàn quyền, được ông bổ nhiệm với khuyến nghị từ thủ tướng. Nghị viện New Zealand có quyền lập pháp, gồm có Quốc vương và Chúng nghị viện. Một cuộc tổng tuyển cử nghị viện thường niên diễn ra không muộn hơn ba năm kỳ bầu cử trước đó. New Zealand được xác định là một trong các quốc gia ổn định và được quản trị tốt nhất thế giới, có mức độ minh bạch chính phủ cao và nằm vào hàng thấp nhất về tham nhũng.

Toà nhà chính phủ tại Apia, Samoa.

Trong chính trị Samoa, thủ tướng là người đứng đầu chính phủ. Hiến pháp năm 1960 được tạo nên theo khuôn mẫu của Anh về dân chủ nghị viện, được sửa đổi để phù hợp với các tập quán Samoa. Chính phủ quốc gia (malo) thường kiểm soát hội đồng lập pháp. Chính trị Tonga diễn ra theo khuôn khổ quân chủ lập hiến, quốc vương là nguyên thủ quốc gia.
Chính trị Fiji theo hệ thống đa đảng, thủ tướng là người đứng đầu chính phủ. Quyền lực hành pháp thuộc chính phủ, quyền lập pháp thuộc về cả chính phủ và nghị viện. Nguyên thủ quốc gia của Fiji là tổng thống, ông được nghị viện bầu ra theo đề cử của thủ tướng hoặc thủ lĩnh đối lập, có nhiệm kỳ 3 năm.
Tại Papua New Guinea, thủ tướng là người đứng đầu chính phủ. Tại Kiribati, tổng thống là người đứng đầu chính phủ, và có một hệ thống đa đảng. Nouvelle-Calédonie duy trì là bộ phận toàn vẹn của Cộng hoà Pháp, cư dân tại đây là công dân Pháp và có hộ chiếu Pháp, tham gia bầu cử quốc hội và tổng thống Pháp. Nouvelle-Calédonie có hai đại biểu trong Hạ viện Pháp và hai đại biểu trong Thượng viện Pháp.
Đảng Dân chủ chi phối chính trị Hawaii. Theo hiến pháp của bang, có ba nhánh chính phủ là hành pháp, lập pháp và tư pháp. Thống đốc là quan chức chính phủ cấp bang duy nhất được bầu trên toàn bang; những người khác do thống đốc bổ nhiệm. Phó thống đốc có chức trách như quốc vụ khanh. Thống đốc và phó thống đốc giám sát hai mươi cơ quan ban ngành từ văn phòng tại State Capitol.

## Văn hoá

### Úc

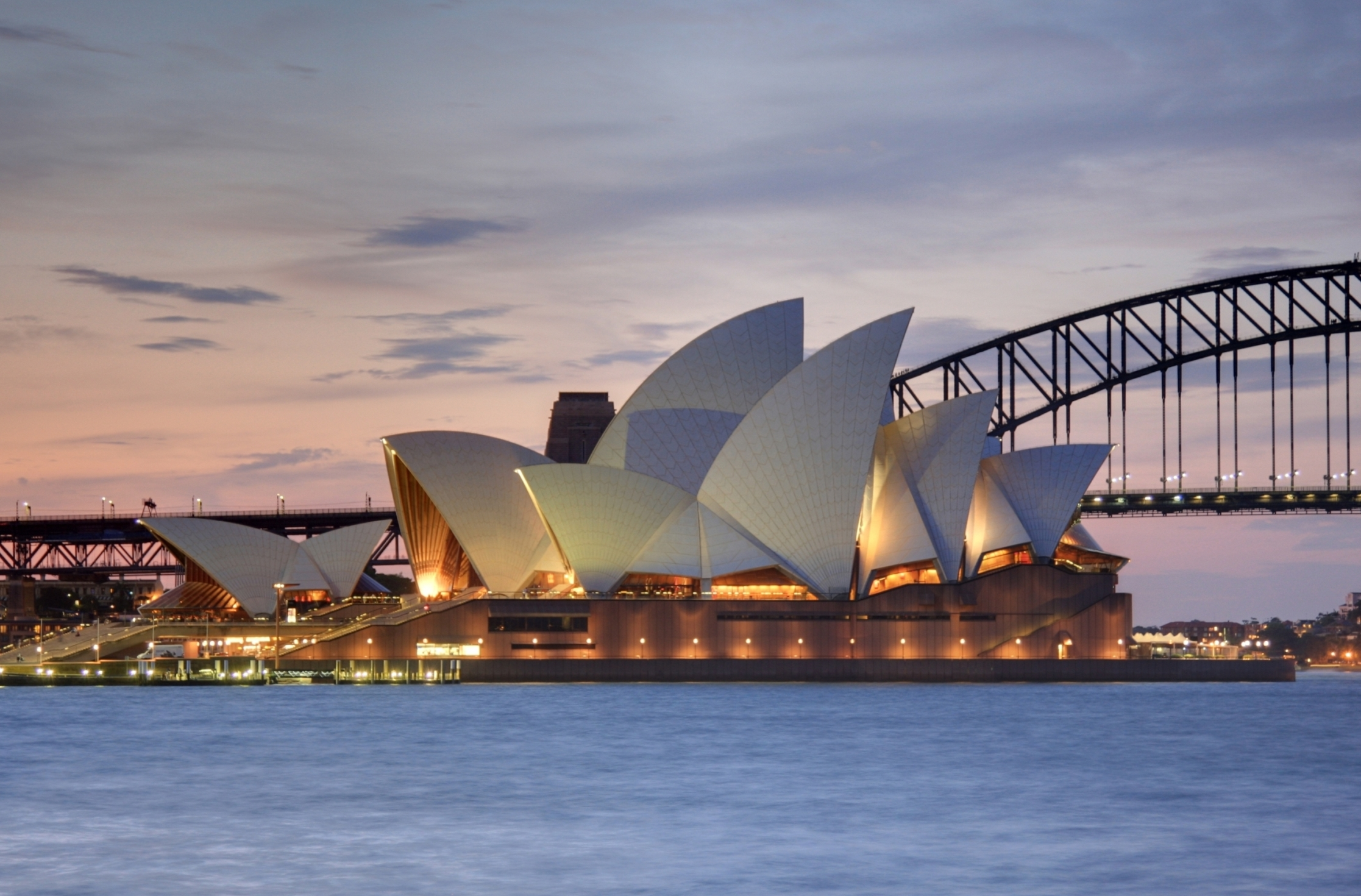
Nhà hát Opera Sydney là một di sản thế giới UNESCO.

Kể từ năm 1788, ảnh hưởng chính đằng sau văn hoá Úc là văn hoá phương Tây Anh-Celt, cùng một số ảnh hưởng từ thổ dân. Phân kỳ và tiến hoá văn hoá diễn ra trong các thế kỷ sau, kết quả là một văn hoá Úc đặc trưng. Kể từ giữa thế kỷ XX, văn hoá đại chúng Mỹ có ảnh hưởng mạnh tại Úc, đặc biệt là thông qua truyền hình và điện ảnh. Các ảnh hưởng văn hoá khác đến từ các quốc gia châu Á lân cận, và thông qua di cư quy mô lớn từ các quốc gia không nói tiếng Anh. The Story of the Kelly Gang (1906) là phim dài đầu tiên của thế giới, nó thúc đẩy bùng nổ điện ảnh Úc vào thời phim câm. Bảo tàng Úc tại Sydney và Nhà triển lãm Quốc gia Victoria tại Melbourne là những bảo tàng cổ nhất và lớn nhất tại châu Đại Dương.
Úc cũng nổi tiếng nhờ văn hoá cà phê tại các trung tâm đô thị. Úc và New Zealand có thanh thế về cà phê flat white. Hầu hết các nhóm bộ lạc thổ dân Úc sống nhờ một bữa ăn săn bắn-hái lượm đơn giản từ động thực vật bản địa, được gọi là đồ ăn cây bụi. Những người châu Âu định cư đầu tiên đã đem đồ ăn kiểu Anh đến lục địa, phần lớn chúng nay được cho là đồ ăn Úc đặc trưng, như thịt nướng Chủ Nhật. Di cư đa văn hoá biến đổi ẩm thực Úc; các di dân châu Âu sau Chiến tranh thế giới thứ hai, đặc biệt là từ Địa Trung Hải, giúp gây dựng văn hoá cà phê Úc thịnh vượng, và ảnh hưởng của văn hoá châu Á dẫn đến các biến thể Úc của các loại đồ ăn chính, như điểm tâm kiểu Tàu và Chiko Roll.

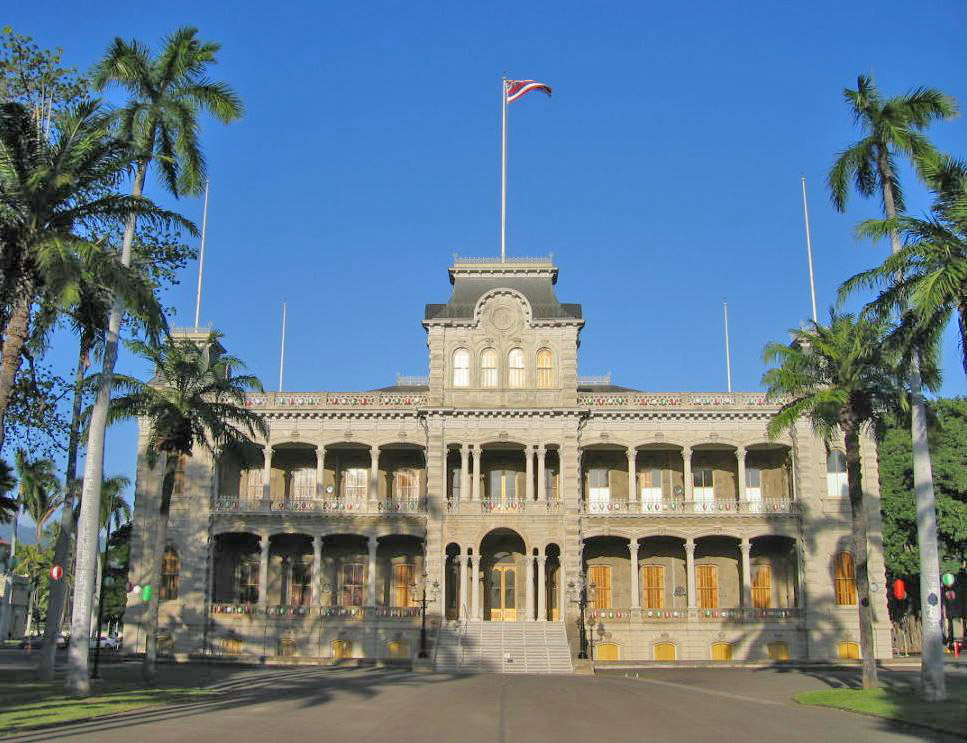
Cung điện Iolani tại Honolulu từng là dinh thự của quân chủ Hawaii, được khôi phục và mở cửa cho công chúng với tư cách bảo tàng vào năm 1978.

### Hawaii
Âm nhạc Hawaii gồm các phong cách truyền thống và đại chúng, biến đổi từ âm nhạc dân gian Hawaii bản địa đến rock và hip hop hiện đại. Đóng góp của Hawaii cho âm nhạc Hoa Kỳ vượt so với tỷ lệ quy mô nhỏ của bang. Các phong cách như slack-key guitar được thế giới biết đến, trong khi âm nhạc Hawaiian-tinged là một bộ phận thường xuyên trong nhạc phim Hollywood. Hawaii cũng có đóng góp lớn cho nhạc đồng quê khi giới thiệu steel guitar. Tôn giáo Hawaii là đa thần và vật linh, có niềm tin vào nhiều thần thánh, trong đó có niềm tin rằng tinh thần có trong các sinh vật và đối tượng phi nhân như động vật, cơn sóng và bầu trời.
Ẩm thực Hawaii là một sự hỗn hợp của nhiều loài đồ ăn được các di dân đem đến quần đảo, trong đó đầu tiên là ẩm thực Polynesia và Hawaii bản địa, tiếp đến là Hoa Kỳ, Trung Quốc, Philippines, Nhật Bản, Hàn Quốc, Polynesia và Bồ Đào Nha. Nhạc sĩ Hawaii bản địa Israel Kamakawiwoʻole nổi tiếng với liên khúc "Somewhere Over the Rainbow/What a Wonderful World", được NPR mệnh danh là "Tiếng nói của Hawaii" vào năm 2010.

### New Zealand

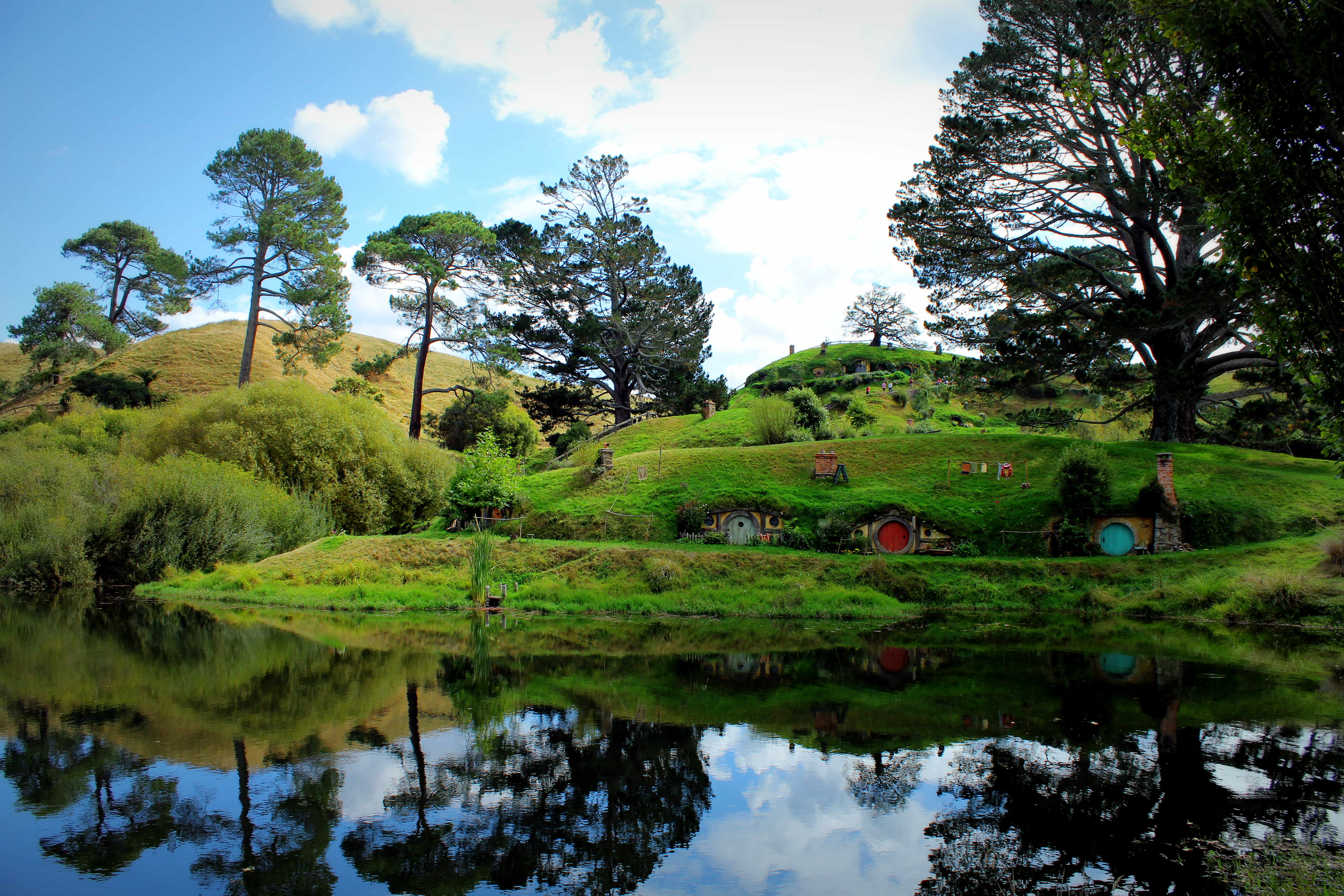
Phim trường Hobbiton nằm gần Matamata, được sử dụng cho The Lord of the Rings.

New Zealand có một nền văn hoá phương Tây, chịu ảnh hưởng từ người Maori bản địa và các làn sóng di cư đa dân tộc sau khi người Anh thuộc địa hoá khu vực. Người Maori sở hữu một trong các nền văn hoá lớn của Polynesia. Văn hoá New Zealand được mở rộng nhờ toàn cầu hoá và di dân từ các đảo Thái Bình Dương, Đông Á và Nam Á. New Zealand kỷ niệm hai ngày ký ức quốc gia, ngày Waitangi và ngày ANZAC, và cũng có ngày nghỉ lễ trong hoặc gần các dịp kỷ niệm thành lập mỗi tỉnh.
Ngành thu âm New Zealand bắt đầu phát triển từ năm 1940 trở đi và có nhiều nhạc sĩ New Zealand đạt được thành công tại Anh và Mỹ. Một số nhạc sĩ phát hành các bài hát tiếng Māori và nghệ thuật dựa trên truyền thống Māori kapa haka (hát và nhảy) được hồi sinh. Nhờ có phong cảnh đa dạng trên một lãnh thổ quy mô nhỏ, cộng với khuyến khích của chính phủ, nên nhiều nhà sản xuất quay các bộ phim có ngân sách lớn tại New Zealand, gồm có Avatar, The Lord of the Rings, The Hobbit, The Chronicles of Narnia, King Kong và The Last Samurai.
Ẩm thực New Zealand được mô tả là "vành đai Thái Bình Dương", kết hợp ẩm thực Maori bản địa và các truyền thống chế biến đa dạng được đưa đến cùng với các di dân từ châu Âu, Polynesia và châu Á. Nông sản New Zealand đến từ đất liền và biển, chủ yếu là cây trồng và gia súc như ngô, khoai tây và lợn, chúng dần được các di dân châu Âu đưa tới. Các nguyên liệu hay món ăn đặc trưng gồm có thịt cừu non, cá hồi, kōura (tôm), các loại hàu vét, cá mồi trắng, pāua (bào ngư), trai, điệp, pipis và tuatua (hai loại sò đặc trưng của New Zealand), kūmara (khoai lang), quả kiwi, tamarillo và pavlova (được xem là món ăn quốc gia).

### Samoa

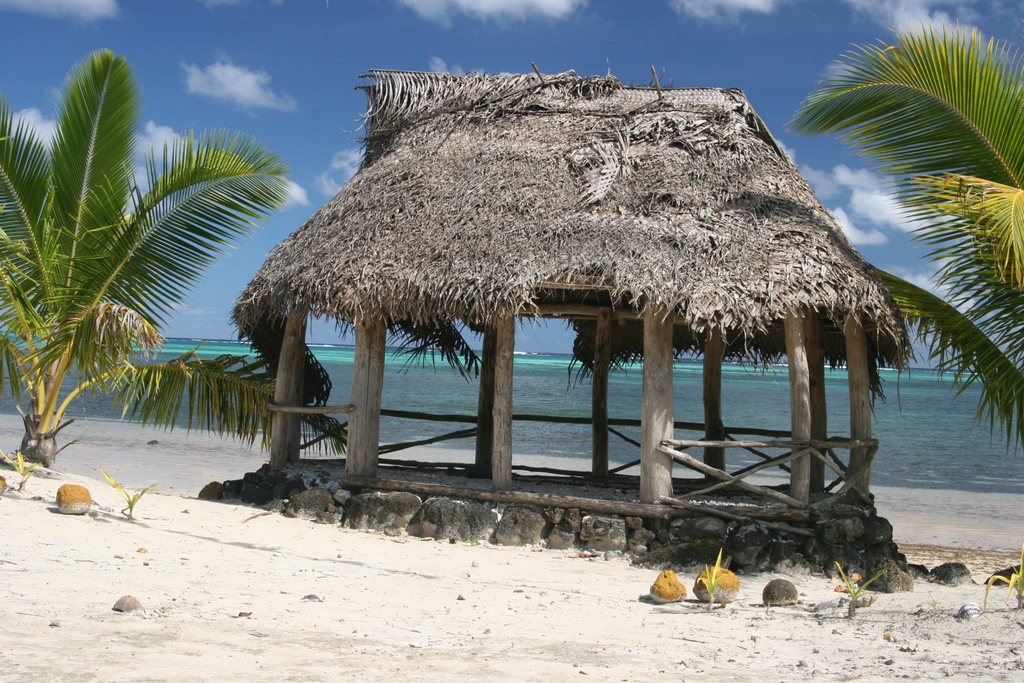
Một fale trên đảo Manono.

fa'a Samoa, hay lối sống Samoa truyền thống vẫn có ảnh hưởng mạnh trong đời sống và chính trị Samoa. Mặc dù nhiều thế kỷ chịu ảnh hưởng của châu Âu, song Samoa duy trì các phong tục, các hệ thống xã hội và chính trị lịch sử, cùng tiếng Samoa. Các phong tục văn hoá như lễ Samoa 'ava có ý nghĩa quan trọng và các lễ nghi uy nghiêm tại các dịp quan trọng như ban tước thủ lĩnh matai. Các vật tổ có giá trị văn hoá lớn bao gồm 'ie toga được dệt tinh xảo.
Từ trong tiếng Samoa để chỉ nhảy là siva, có chuyển động nhẹ nhàng độc đáo của cơ thể theo điệu nhạc và kể một câu chuyện, song các điệu nhảy nam giới Samoa có thể mạnh mẽ hơn. Sasa cũng là một điệu nhảy truyền thống, các hàng vũ công trình diễn các động tác đồng bộ nhanh theo điệu trống gỗ (pate) hoặc thảm cuộn. Điệu nhảy khác do nam giới trình diễn được gọi là fa'ataupati hay nhảy vỗ, tạo ra các âm nhịp nhàng khi vỗ lên các phần khác nhau trên cơ thể. Giống như các nền văn hoá Polynesia khác, người Samoa có hình xăm đặc trưng về giới và quan trọng về văn hoá.

### Mỹ thuật

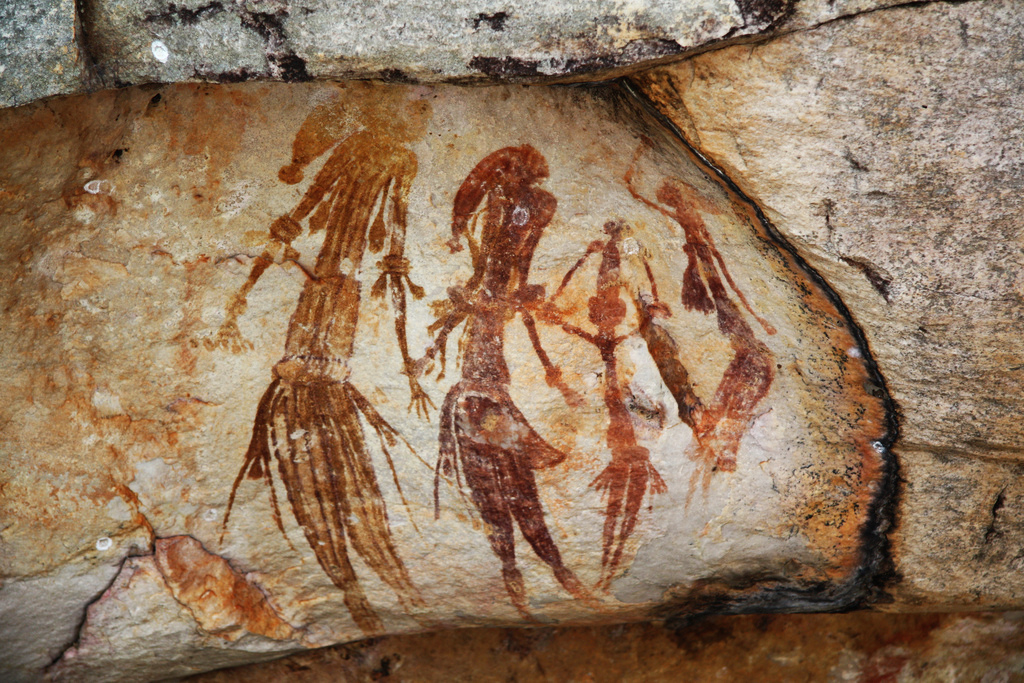
Tranh đá Bradshaw phát hiện tại vùng Kimberley thuộc Tây Úc.

Những tác phẩm của người châu Đại Dương bản địa khác biệt lớn theo văn hoá và khu vực. Các chủ đề thường là về sinh sản hay siêu nhiên. Thuật khắc đá, hình xăm, tranh vẽ, khắc gỗ, và dệt là các loại hình mỹ thuật phổ biến khác. Mỹ thuật châu Đại Dương bản địa bao gồm các truyền thống mỹ thuật của thổ dân Úc và các đảo Thái Bình Dương. Những dân tộc ban đầu này không có hệ thống chữ viết, tạo ra tác phẩm trên các vật liệu dễ hỏng, do đó chỉ còn lại ít dấu tích từ thời kỳ này.
Nghệ thuật tranh đá của thổ dân Úc là truyền thống mỹ thuật không bị gián đoạn cổ nhất và phong phú nhất thế giới, có niên đại đến 60.000 năm và lan truyền đến hàng trăm nghìn địa điểm. Các bức tranh đá này có một vài chức năng, một số là ma thuật, để phục vụ săn bắn hoặc chỉ để tiêu khiển. Điêu khắc tại châu Đại Dương xuất hiện lần đầu tiên tại New Guinea, gồm một loạt nhân vật bằng đá được phát hiện khắp đảo, song hầu hết là tại các vùng núi cao. Khó để thiết lập khung niên đại cho chúng, song một cái có niên đại từ 1.500 TCN.
Đến 1500 TCN, văn hoá Lapita, hậu duệ của làn sóng thứ nhì đã bắt đầu bành trướng và lan đến các đảo xa hơn. Bắt đầu từ khoảng 1100, cư dân đảo Phục Sinh bắt đầu dựng gần 900 moai (tượng đá lớn). Đến khoảng 1200, cư dân đảo Pohnpei tại Micronesia đã bắt tay vào một công trình cự thạch khác, đó là một thành phố gồm các đảo nhân tạo và một hệ thống kênh đào, mang tên Nan Madol. Mỹ thuật Hawaii gồm có điêu khắc gỗ,  tác phẩm từ lông vũ, thuật khắc đá, quần áo từ vỏ cây (gọi là kapa trong tiếng Hawaii) và hình xăm. Người Hawaii bản địa không sử dụng kim loại hay quần áo dệt.

### Thể thao

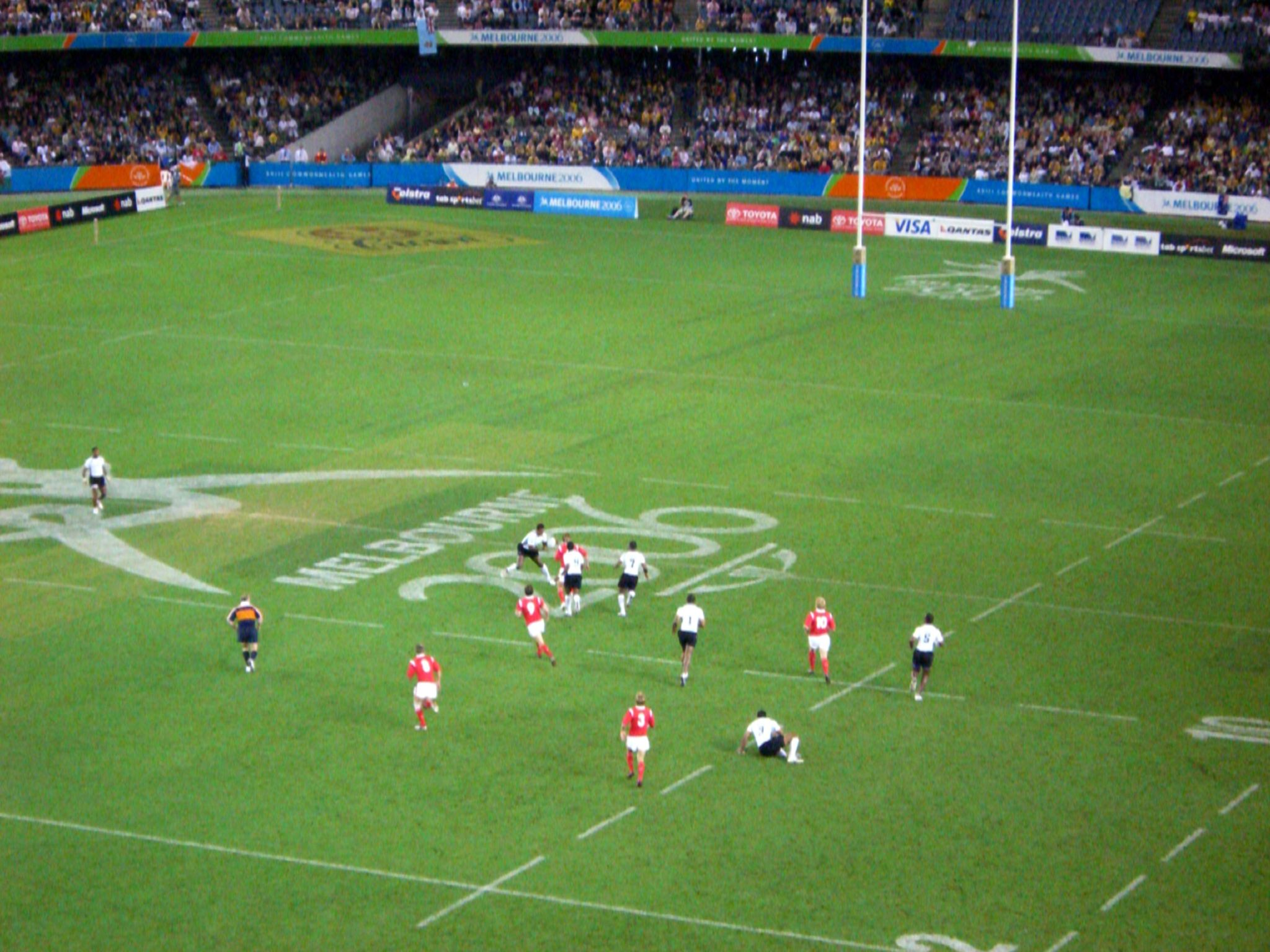
Fiji thi đấu với Wales trong môn rugby bảy người

Rugby union là một trong các môn thể thao đáng chú ý nhất tại khu vực, và là môn thể thao quốc gia tại New Zealand, Samoa, Fiji và Tonga. Môn thể thao phổ biến nhất tại Úc là cricket, môn phổ biến nhất trong nữ giới Úc là bóng lưới, song bóng đá kiểu Úc là môn thể thao có nhiều khán giả theo dõi nhất. Rugby là môn thể thao phổ biến nhất đối với người New Zealand. Tại Papua New Guinea, môn thể thao phổ biến nhất là rugby league.
Bóng đá kiểu Úc là môn thể thao quốc gia của Nauru Nó cũng được nhiều người theo dõi tại Papua New Guinea, và là môn thể thao phổ biến thứ nhì tại đây sau rugby league. Nó thu hút lượng theo dõi đáng kể trên khắp New Zealand và các đảo Thái Bình Dương. Đội tuyển rugby bảy người Fiji là một trong các đội tuyển thành công nhất thế giới, cùng với New Zealand.
Vanuatu là quốc gia duy nhất tại châu Đại Dương xem bóng đá là môn thể thao quốc gia. Tuy nhiên đây cũng là môn thể thao phổ biến nhất tại Kiribati, Quần đảo Solomon và Tuvalu, và có tính đại chúng đáng kể và gia tăng tại Úc. Năm 2006, Úc gia nhập Liên đoàn Bóng đá châu Á và giành quyền tham dự Giải bóng đá vô địch thế giới 2010, 2014 và 2018.
Úc từng hai lần đăng cai Thế vận hội: Melbourne 1956 và Sydney 2000. Ngoài ra, Úc còn bốn lần tổ chức Đại hội thể thao Thịnh vượng chung (Sydney 1938, Perth 1962, Brisbane 1982, Melbourne 2006), và có kế hoạch tổ chức kỳ thứ năm (Gold Coast 2018). New Zealand cũng ba lần tổ chức đại hội này: Auckland 1950, Christchurch 1974 và Auckland 1990. Đại hội thể thao Thái Bình Dương là một sự kiện gồm nhiều môn thi đấu, hầu hết giống với Thế vận hội song với quy mô nhỏ hơn nhiều, thành phần chỉ là các quốc gia quanh Thái Bình Dương. Đại hội này được tổ chức bốn năm một lần kể từ năm 1963, Úc và New Zealand lần đầu tham gia đại hội vào năm 2015.